# Provincia di Asti
La provincia di Asti (provincia d'Ast in piemontese, provìnsa de Àsti in ligure) è una provincia italiana del Piemonte, che conta 207 700 abitanti. Il capoluogo di provincia è Asti.
Confina a nord-ovest con la città metropolitana di Torino, a est con la provincia di Alessandria, a sud con la Liguria (provincia di Savona) per soli 3 km nel comune di Serole e a ovest con la provincia di Cuneo.

## Storia

Moasca – Circondario di Asti sotto la provincia di Alessandria

Le più antiche notizie che si hanno della provincia di Asti risalgono alle Regie Lettere Patenti di S.A.R. Carlo Emanuele I del 22 novembre 1620, secondo le quali la provincia di Asti era formata da 42 comuni, buona parte dei quali non più appartenenti alla attuale circoscrizione.
Nel 1622 la provincia si ingrandì a comprendere 87 comuni, alcuni dei quali appartenenti al territorio albese.
Dal 1797 al 1814 la provincia di Asti fu dominio della Repubblica Francese prima e dell'Impero Napoleonico poi, formando parte del dipartimento di Marengo con capoluogo Alessandria.
Caduta la dominazione straniera e restaurata la dinastia dei Savoia con decreto 21 maggio 1814 ritorna in vigore l'antica Costituzione, ed Asti torna ad essere provincia aggregata alla divisione amministrativa di Alessandria.
Dal 1842 al 1847 la provincia di Asti fu parte dell'intendenza generale di Casale; nel 1847 ritornò ad essere aggregata ad Alessandria e vi rimase fino al 1859, anno in cui con la legge del 23 ottobre, proposta dall'allora Ministro Urbano Rattazzi, venne diviso il Regno d'Italia in province, circondari, mandamenti e comuni. L'antica provincia di Asti venne soppressa e fu costituito il circondario di Asti, che comprendeva gli stessi comuni, formando parte della provincia di Alessandria con Acqui, Casale, Novi e Tortona.
La provincia di Asti venne ricostituita con deliberazione del Consiglio dei Ministri del 30 marzo 1935, promulgata con regio decreto n. 297 del 1º aprile 1935, con capoluogo Asti e circoscrizione formata da 105 Comuni.
Le cronache dell'epoca scrissero di ricostruzione e non di creazione della provincia di Asti, perché Asti, dopo il periodo repubblicano e dopo quello della dominazione straniera, fu sempre provincia.
Nell'Asti repubblicana l'ente provincia viene riconsiderato con i primitivi compiti, sorto per soddisfare esigenze ed interessi locali che superano la cerchia dei singoli comuni, i suoi specifici elementi dell'autarchia e della territorialità.
Dopo la liberazione, negli anni 1947-49, viene riconosciuta dignità di ente autonomo ad una serie di comuni, che durante la parentesi fascista erano stati aggregati a realtà comunali maggiormente significative. La provincia viene così ad essere formata da 120 comuni, per ricostituzione dei seguenti: Azzano, Cantarana, Capriglio, Castellero, Cerreto, Loazzolo, Colcavagno (uno dei tre comuni che formerà poi nel 1998 Montiglio Monferrato), Corsione, Cortandone, Maretto, Moasca, Moransengo, Pino d'Asti, Roatto e Tonengo.
La provincia subì pesanti danni per le alluvioni del 1948, del 1968 e del 1994, che provocarono anche alcune vittime.
Nel 1998 i comuni della provincia diventarono 118, con la fusione di Colcavagno, Montiglio e Scandeluzza a formare il comune di Montiglio Monferrato. Nel 2023 sono diventati 117, con la fusione di Moransengo e Tonengo nel nuovo comune di Moransengo-Tonengo.

## Infrastrutture e trasporti

### Autostrade
Elenco delle autostrade in Provincia di Asti
| A21 | Autostrada dei Vini     | (Torino - Piacenza - Brescia)    |
| A33 | Autostrada delle Langhe | (Asti - Alba / Cherasco - Cuneo) |

### Strade Regionali
Questo è un elenco delle ex strade statali presenti sul territorio della Provincia di Asti, divenute nel 2001 strade regionali in seguito al decreto legislativo n. 112 del 1998, e divenute infine nel 2008 strade provinciali con la legge regionale Piemonte 6 agosto 2007 n. 18 (BUR 9/8/2007 n. 32) e la conseguente soppressione dell'ARES (Agenzia regionale strade) di cui facevano parte:
- Padana Inferiore
- del Colle di Cadibona
- di Moncalvo

### Strade Provinciali
Di seguito le principali Strade Provinciali della Provincia di Asti:
- SP1/A Dir. per Chiusano
- SP1/B Dir. per Cortanze
- SP1/C Dir. per Piea
- SP1/D Dir. per Cerreto
- SP1/E Dir. per Aramengo
- SP2 Murisengo-Villanova
- SP2/A Dir. per Rinco
- SP2/B Dir. per staz. ferr. di Villanova
- SP2/C Bretella Villanova d'Asti
- SP3 Di Val Tiglione
- SP3/A Dir. per Vigliano
- SP3/B Dir. per Strada Annone - Castiglione Tinella
- SP3/C Dir. per Montaldo Scarampi
- SP4 Bruno - Alice Bel Colle
- SP5 Mombercelli - Castelnuovo Calcea
- SP5/A Dir. per Mombercelli
- SP6 Montegrosso - Bubbio
- SP6/A Dir. per Fonti di Agliano
- SP6/B Dir. per Opessina
- SP7 Santo Stefano Belbo - Agliano
- SP8 Asti - Govone per Antignano
- SP9 Piea - Baldichieri
- SP9/A Dir. per Baldichieri
- SP10/A Dir. per Cantarana
- SP11 di Valle Bormida
- SP12 Monale - Canale per Cisterna
- SP12/A Dir. per Castellero
- SP12/B Dir. per Vaglierano
- SP12/C Dir. per Tigliole
- SP12/D Dir. per San Damiano
- SP12/E Dir. per Canale
- SP13 Revigliasco - Tigliole
- SP13/A Dir. per Antignano
- SP14 Asti - Montemagno
- SP15 Rocca d'Arazzo - Vigliano
- SP15/A Dir. per Asti
- SP15/B Dir. per Mongardino
- SP15/C Dir. per SP59
- SP16 Casalborgone - Pralormo
- SP16/A Dir. per Cinzano
- SP16/B Dir. per Villanova
- SP16/C Dir. per Villanova stazione
- SP16/D Dir. per Isolabella
- SP16/E Dir. per Villata
- SP16/F Dir. per Montà
- SP16/G Dir. per Valfenera
- SP17 Gallareto - Castelnuovo Don Bosco
- SP17/A Dir. per Buttigliera
- SP18 Cunico - Lauriano
- SP18/A Dir. per Moransengo - Brusasco - Cavagnolo
- SP18/B Dir. per Cavagnolo
- SP19 Villanova - Govone
- SP19/A Dir. per Ferrere - Montà
- SP20 Cocconato - Valle Cerrina
- SP21/A Dir. per Robella
- SP22 Di Valle Versa
- SP22/A Dir. per Villadeati
- SP22/B Dir. per Colcavagno
- SP22/C Dir. per staz. ferr. di Montiglio
- SP23 Costigliole - Alba
- SP23/A Dir. per Santo Stefano Belbo
- SP23/B Dir. per Castiglione Tinella
- SP24 Vesime - Mombaldone
- SP24/A Dir. per San Giorgio Scarampi
- SP24/B Dir. per Olmo Gentile
- SP24/C Dir. per Denice
- SP24/D Dir. per Mombaldone
- SP25 Di Valle Bormida
- SP25/A Dir. per Ponti
- SP26 Portacomaro - Quattordio
- SP27 Castello d'Annone - Nizza Monferrato
- SP27/A Dir. per Cerro Tanaro
- SP28 Di Valle Belbo
- SP28/A Dir. per Bruno
- SP28/B Dir. per Castelnuovo Belbo
- SP29 Calliano - Quattordio
- SP29/A Dir. per Pergatti - Franchini
- SP30 Alessandria - Moncalvo
- SP30/A Dir. per Vignale
- SP30/B Dir. per Ottiglio
- SP30/C Dir. per Ottiglio
- SP30/D Dir. per Ottiglio
- SP31 Grazzano - Moncalvo
- SP31/A Dir. per Alfiano Natta
- SP32 Cinzano - Riva di Chieri
- SP32/A Dir. per Marentino
- SP32/B Dir. per Casalborgone - Pralormo
- SP32/C Dir. per Riva di Chieri
- SP32/D Dir. per Castelnuovo Don Bosco
- SP33 Berzano San Pietro - Viale
- SP33/A Dir. per Abbazia di Vezzolano
- SP33/B Dir. per Capriglio
- SP33/C Dir. per Montafia
- SP34 Gallareto - Murisengo
- SP34/A Dir. per Montiglio
- SP35 Camerano Casasco - Settime
- SP35/A Dir. per Cinaglio - SP458
- SP36 Cardona - Asti per Tonco
- SP37 Asti - Grana per Portacomaro
- SP38 Asti - Casorzo per Scurzolengo
- SP39 Castello d'Annone - Castiglione Tinella
- SP39/A Dir. per Costigliole d'Asti
- SP39/B Dir. per Coazzolo
- SP39/C Dir. per Neive
- SP40 Mombercelli - Nizza
- SP58 Palucco - San Damiano d'Asti
- SP410 Aramengo - Cisterna

Questo non è l'elenco completo delle strade provinciali della Provincia di Asti. Esso è invece disponibile nell'area dedicata nel sito istituzionale della provincia.

### Trasporto ferroviario

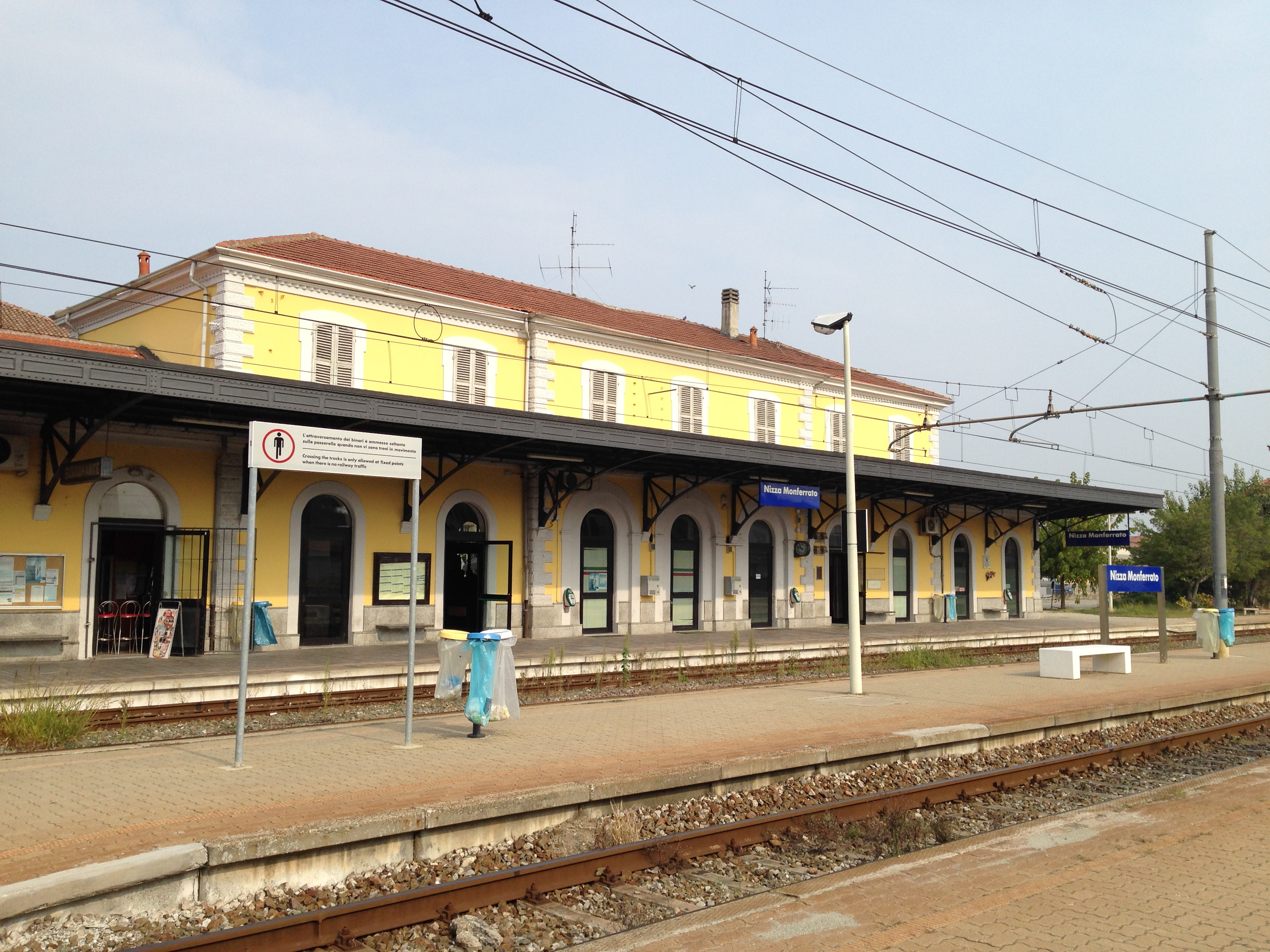
La stazione di Nizza Monferrato

La rete ferroviaria astigiana comprende le seguenti linee:
- la Ferrovia Alessandria-Cavallermaggiore, passante per le stazioni di Bruno, Castelnuovo Belbo, Incisa Scapaccino, Nizza Monferrato, Calamandrana, Canelli, Costigliole d'Asti e Castagnole delle Lanze;
- la Ferrovia Asti-Genova, passante per le stazioni di Asti, di San Marzanotto Rivi, di Vigliano d'Asti, di Montegrosso d'Asti, di Agliano Terme-Castelnuovo Calcea, di San Marzano Oliveto, di Nizza Monferrato, di Bazzana e di Mombaruzzo;
- la Ferrovia Castagnole-Asti-Mortara, passante per le stazioni di Moncalvo, Guazzolo, Penango, Tonco-Alfiano Natta, Castell'Alfero, Portacomaro, Casa dei Coppi, Asti, Asti Boana, San Marzanotto, Molini d'Isola, Isola d'Asti e Motta di Costigliole;
- la Ferrovia Chivasso-Asti, passante per le stazioni di Cocconato, Sant'Anna-Robella, Montiglio-Murisengo, Cunico-Scandeluzza, Montechiaro d'Asti, Chiusano-Cossombrato, Settime-Cinaglio-Mombarone, Serravalle d'Asti, Sessant, Asti;
- la Ferrovia Torino-Genova, passante per le stazioni di Villanova d'Asti, San Paolo Solbrito, Villafranca d'Asti-Cantarana, Baldichieri-Tigliole, San Damiano d'Asti, Asti, Castello d'Annone e Rocchetta Tanaro-Cerro Tanaro.

La Ferrovia Alessandria-San Giuseppe di Cairo, passa per il territorio provinciale di Mombaldone con la stazione ferroviaria con la Stazione di Mombaldone-Roccaverano, nel territorio di Mombaldone, viene anche servito il comune astigiano di Roccaverano.

### Aeroporti
Non sono presenti aeroporti nel territorio provinciale. I più vicini ad esso sono l'Aeroporto di Torino-Caselle, l'Aeroporto di Cuneo-Levaldigi e l'Aeroporto di Alessandria.

## Geografia

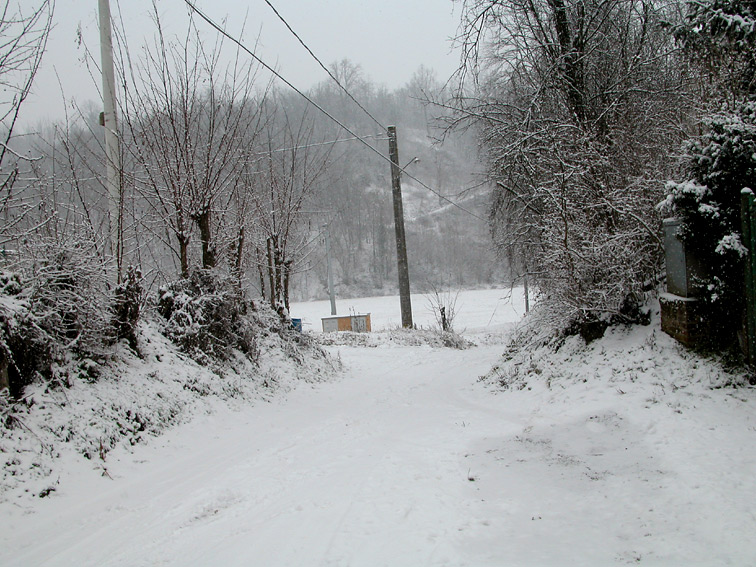
Callianetto (fraz. di Castell'Alfero) sotto la neve

### Le montagne
La Provincia di Asti comprende una piccola parte di Appennino Ligure, dove raggiunge la sua altezza massima con il Bric Puschera (851 m).

### Le colline
La maggior parte del territorio astigiano è composto da rilievi collinari quali il Monferrato, Colline del Po e Langhe.

### La pianura
In Provincia di Asti la pianura è rappresentata dalle valli dei fiumi e dei torrenti tra le colline, in particolare la Valle Belbo che attraversa il Sud della provincia. In queste sono edificate il capoluogo ed altri comuni principali.

### Corsi d'acqua e laghi
I principali corsi d'acqua che bagnano il territorio sono i fiumi Tanaro e Bormida e i torrenti Banna, Belbo, Tiglione, Borbore, Stura e Versa (principalmente affluenti dei fiumi Tanaro e Po).
L'unico lago della provincia è il lago di Codana, nel comunie di Montiglio Monferrato.

## Il clima
La provincia presenta un clima tipicamente padano, con estati molto calde ed afose e inverni freddi e nebbiosi. Le precipitazioni sono sotto la media nazionale.

## L'economia

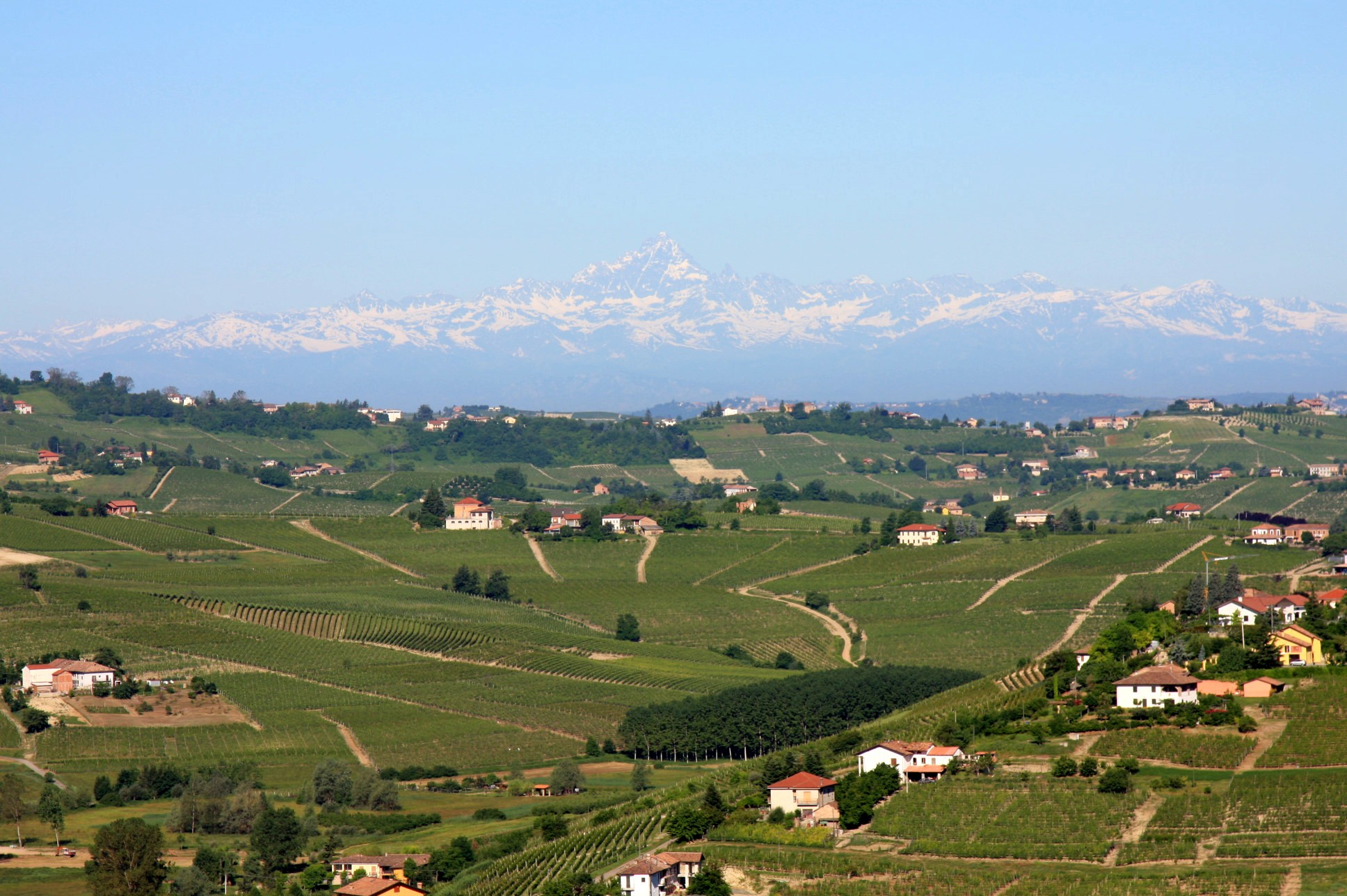
Vista da San Marzano Oliveto, Monferrato astigiano, verso il Monviso

Asti è una provincia sostanzialmente agricola, con particolare rilievo per i vigneti (famosi anche all'estero i vini del Monferrato e dell'Astigiano). L'industria, sviluppata soprattutto nel capoluogo e nei comuni limitrofi, non è di fondamentale importanza nell'economia, anche se in ogni caso la provincia costituisce la sede di numerose attività del settore secondario.

### Artigianato
L'artigianato è molto importante nel territorio astigiano. Sono diverse, infatti, le Scuole Secondarie che preparano i giovani in questo settore. Si tratta sia di istituti statali che di scuole private:
- l'IPSIA Alberto Castigliano di Asti;
- l'Istituto Privato GAUSS, anch'esso in Asti;
- l'Istituto Professionale Statale Pietro Andriano di Castelnuovo Don Bosco;
- l'istituto Norberto Bobbio di Quaranti.

## Luoghi d'interesse

### Castelli
Qui di seguito vi sono elencate i principali complessi e castelli della Provincia di Asti:
- Belveglio (castello)
- Bruno (castello dei Faà)
- Bubbio (castello)
- Burio (fraz. di Costigliole d'Asti, castello)
- Calamandrana (castello)
- Calosso (castello Roero, torre circolare)
- Camerano Casasco (castello di Camerano, palazzo Balbo)
- Camerano Casasco (castello di Casasco)
- Canelli (castello Gancia ex Scarampi Crivelli)
- Casorzo (resti del castello, torre)
- Cassinasco (torre, altri resti del castello)
- Castagnole Monferrato (resti del castello)
- Castell'Alfero (castello dei conti Amico)
- Castellero (castello)
- Castelletto Molina (castello)
- Castello di Annone (borgo, ruderi del castello)
- Castelnuovo Belbo (resti delle mura del castello)
- Castelnuovo Calcea (castello)
- Cerro Tanaro (resti del castello)
- Cessole (resti del castello)
- Cisterna d'Asti (castello)
- Coazzolo (castello)
- Colcavagno (fraz. di Montiglio Monferrato, castello dei Balbiano)
- Corsione (resti del castello)
- Cortanze (castello dei Roero)
- Cortazzone (castello)
- Corveglia (fraz. di Villanova d'Asti, castello, torre)
- Cossombrato (castello dei Pelletta)
- Costigliole d'Asti (castello)
- Cunico (resti del castello)
- Dusino San Michele (castello)
- Frinco (castello)
- Gorzano (fraz. di San Damiano d'Asti, castello)
- Incisa Scapaccino (castello nuovo)
- Incisa Scapaccino (resti del castello medievale)
- Loazzolo (resti del castello)
- Maranzana (castello)
- Marmorito (fraz. di Passerano Marmorito, resti del castello dei Radicati)
- Moasca (castello Pacherano-Secco Suardo)
- Mombaldone (borgo, resti del castello dei marchesi del Carretto)
- Mombercelli (resti del castello)
- Monale (castello Scarampi)
- Monastero Bormida (castello)
- Moncalvo (resti del castello dei marchesi del Monferrato)
- Moncucco Torinese (castello dei Grisella)
- Mondonio (fraz. di Castelnuovo Don Bosco, castello dei Turco)
- Montaldo Scarampi (resti del castello)
- Montegrosso d'Asti (castello)
- Montemagno (castello dei Conti Calvi di Bergolo)
- Moransengo (castello)
- Nizza Monferrato (palazzo comunale e torre civica)
- Olmo Gentile (castello, torre)
- Passerano Marmorito (castello Radicati)
- Piea (castello)
- Pino d'Asti (castello)
- Rinco (fraz. di Montiglio Monferrato, castello, torre)
- Roatto (castello)
- Robella d'Asti (castello)
- Roccaverano (resti del castello, torre)
- Rocchetta Tanaro (castello dei Marchesi di Incisa della Rocchetta)
- San Giorgio Scarampi (torre)
- San Martino Alfieri (castello)
- San Marzano Oliveto (castello degli Asinari)
- San Paolo Solbrito (castello di Solbrito, "castello" di San Paolo)
- Schierano (fraz. di Passerano Marmorito, resti del castello)
- Scurzolengo (castello)
- Sessame (ruderi del castello)
- Settime (castello dei Borsarelli di Riofreddo)
- Soglio (castello)
- Tigliole (castello, palazzo Comunale)
- Tonco (resti del castello)
- Vaglio Serra (castello Stella, palazzo dei baroni Crova)
- Vesime (ruderi del castello degli Scarampi)
- Viale (castello)
- Vigliano d'Asti (castello)
- Villa (fraz. di Isola d'Asti, castello)
- Villanova d'Asti (castello De Robertis, torre Civica)
- Montiglio Monferrato (castello)

### Chiese e luoghi di culto
Nel territorio provinciale sono numerosi gli edifici ecclesiastici di grande bellezza e importanza artistica e culturale, tra le quali sono degni di citazione la Abbazia di Vezzolano, presso Albugnano, e la Cattedrale di Santa Maria Assunta (Asti).
Sono da segnalare la presenza di una moschea, di un tempio e di un museo ebraico e della sala dei Testimoni di Geova in Asti e Nizza Monferrato.

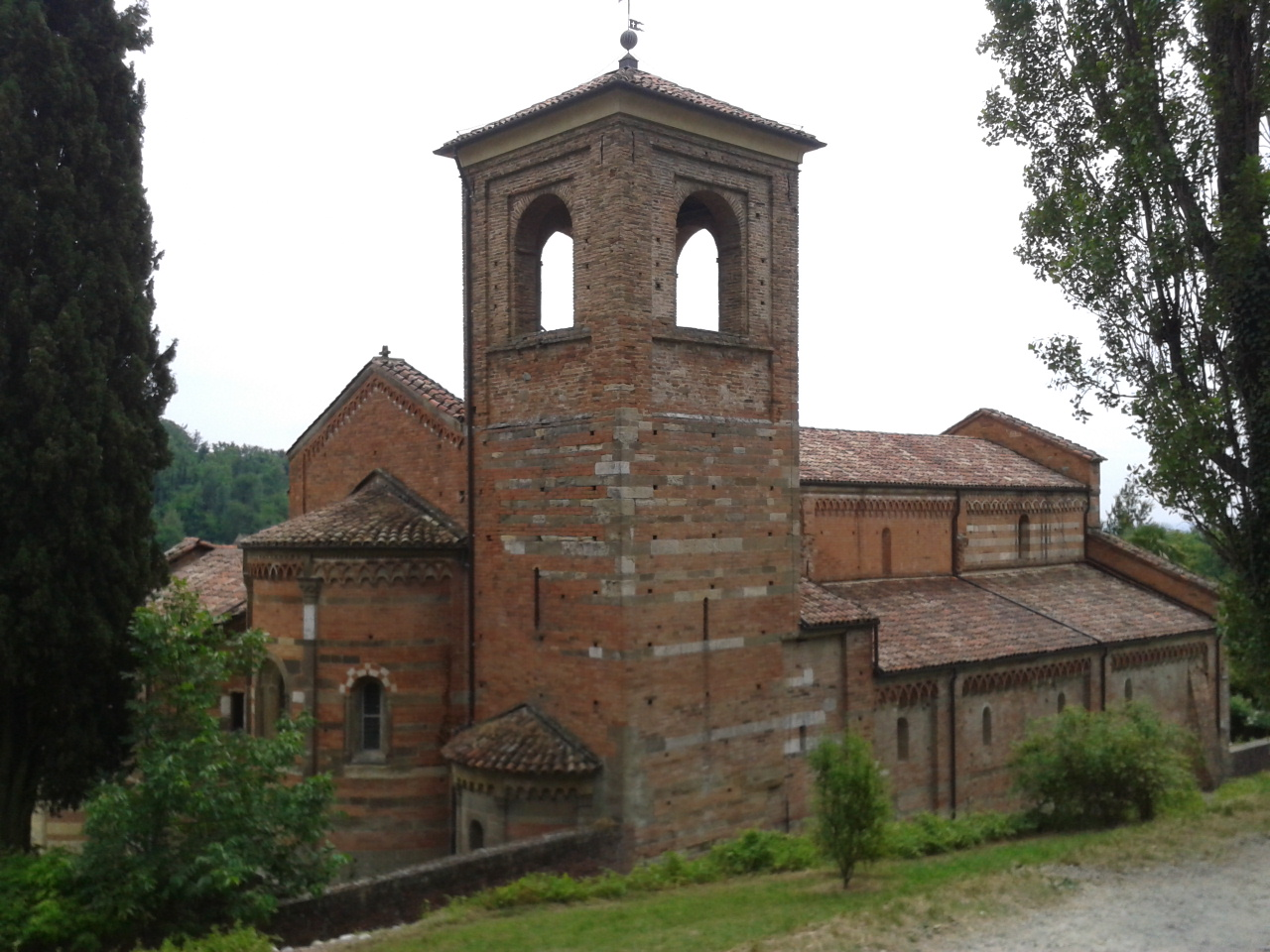
L'Abbazia di Vezzolano presso Albugnano.

### Musei
Sono numerosi i complessi museali nel territorio provinciale. Degno di nota ad Asti è il "Museo degli Arazzi". Presso Castagnole delle Lanze è molto importante il "Museo della Civiltà Contadina dell'Alto Monferrato e della Bassa Langa". Altrettanto importanti sono, a Castelnuovo Don Bosco, il Museo della "Vita Contadina" e il "Museo Etnologico Missionario". Nel paese di Cisterna d'Asti un'importante complesso museale è rappresentato dal "Museo di Arti e Mestieri di un Tempo". A Grazzano Badoglio, rappresentativo il "Museo Badogliano", centrato sulla vita del paesano Pietro Badoglio. In Maranzana importante il "Museo Giacomo Bove", mentre a Mombercelli è rappresentativo il Museo di Arte Moderna. A Nizza Monferrato vi è, infine, il Museo "Bersano" delle Contadinerie e Stampe antiche del vino.
Degne di nota, infine, alcune mostre inusuali come il "Museo a cielo aperto d'arte moderna muriMAESTRI" a Cerreto d'Asti e la "Gipsoteca Gonetto" di Cinaglio.

### Altre attrazioni turistiche

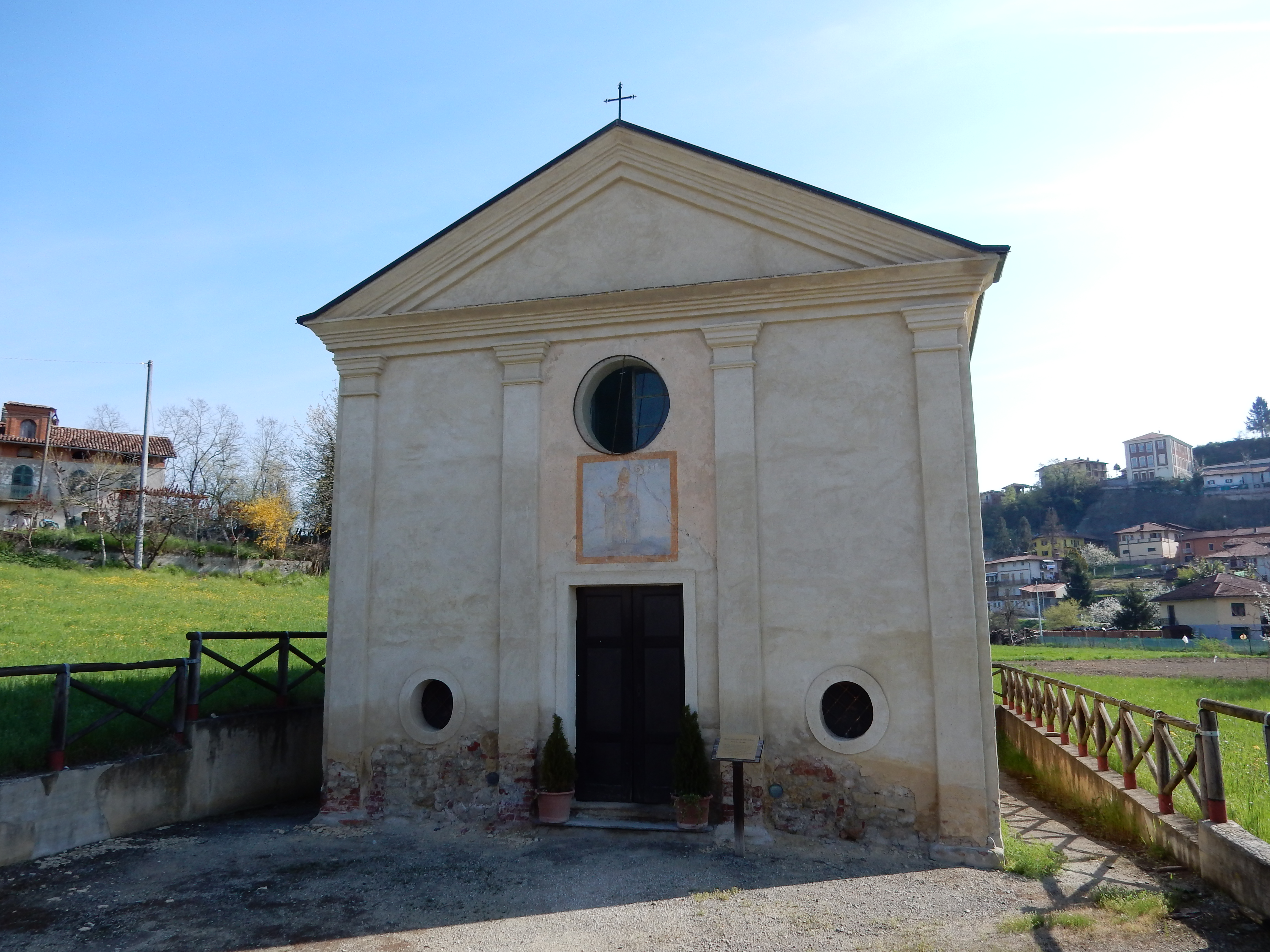
Chiesa di San Eusebio di Castelnuovo Don Bosco

Veduta del centro di Asti: Piazza Roma, il monumento all'Unità d'Italia e la Torre Comentina

- Palazzo Mazzetti, sede del Museo del museo e della Pinacoteca civica
- Basilica di San Giovanni Bosco presso Castelnuovo Don Bosco
- Chiesa di San Secondo ad Asti
- Cripta di Sant' Anastasio sede del Museo Lapidario di Asti
- Torre Troyana di Asti
- Chiesa di San Pietro in Consavia ad Asti
- Torre e castello di Roccaverano
- Castello di Piea
- Castello di Cisterna d'Asti
- Museo paleontologico territoriale dell'Astigiano ad Asti
- Museo del Risorgimento di Asti
- Castello di Monastero Bormida
- Chiesa di San Nazario e San Celso a Montechiaro d'Asti

## Prodotti tipici
Tra i migliori prodotti tipici della Provincia di Asti si possono annoverare la robiola di Roccaverano e la Muletta (un salame grosso fatto di pancetta, filetto, coscia, spalla disossata e sgrassata). Tra i prodotti ortofrutticoli della provincia annoveriamo il cardo, utilizzatissimo nella preparazione del piatto tipico per eccellenza, la bagna cauda (o caôda), i peperoncini e la mostarda d’uva. Abbondante la presenza dei buonissimi e ricercati tartufi bianchi e della nocciola Piemonte. Piatti tipici della gastronomia di Asti sono i risotti e i tajerìn (o tajarìn).
Tra i migliori vini di Asti la Barbera, il Moscato e il Grignolino sono i fiori all’occhiello delle sue colline. Importante anche la Freisa.

## Comunità collinari e comunità montane

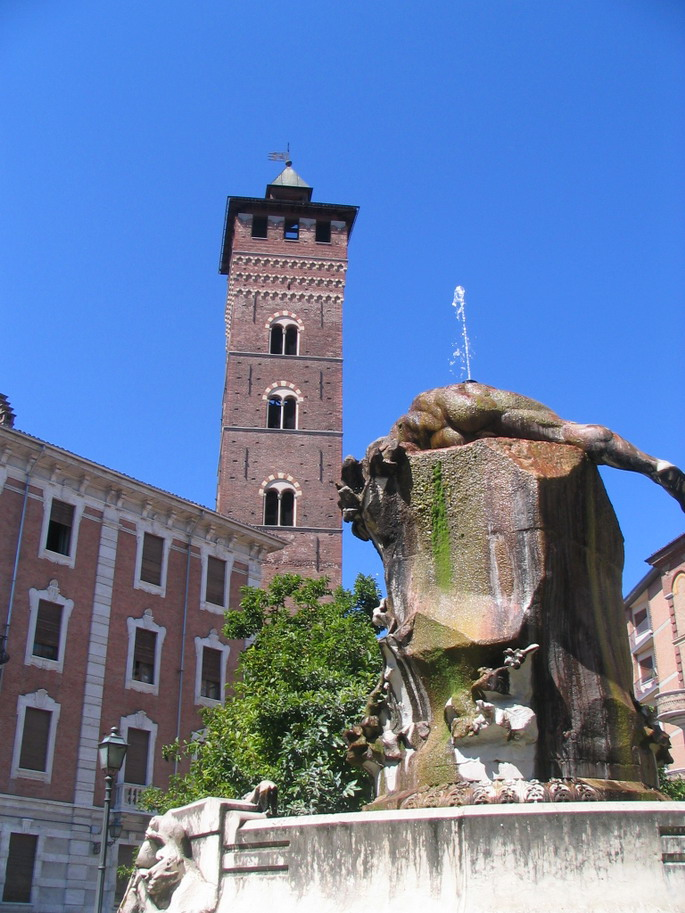
La fontana di Piazza Medici e la Torre Troyana, Asti

| Comunità                              | Tipo di comunità | Numero di comuni appartenenti | Comune di ubicazione della sede dell'ente | Altri comuni appartenenti all'ente | Popolazione (ab.) | Superficie (km²) | Densità (ab./km²) |
| ------------------------------------- | ---------------- | ----------------------------- | ----------------------------------------- | --- | ----------------- | ---------------- | ----------------- |
| Alto Astigiano                        | collinare        | 11                            | Castelnuovo Don Bosco (3.167 ab.)         | Albugnano, Aramengo, Berzano di San Pietro, Buttigliera, Capriglio, Cerreto, Montafia, Moransengo-Tonengo, Passerano Marmorito, Pino d'Asti                             | 9.495             | 115              | 82,60             |
| Colli Divini nel cuore del Monferrato | collinare        | 6                             | Scurzolengo (545 ab.)                     | Casorzo, Castagnole Monferrato, Grana Monferrato, Montemagno, Viarigi                                                                                                   | 4.941             | 71               | 69,65             |
| Colline Alfieri                       | collinare        | 3                             | Tigliole (1.719 ab.)                      | Antignano, Cisterna | 3.904             | 38               | 103,52            |
| colline tra Langa e Monferrato        | collinare        | 5                             | Costigliole d'Asti (5.771 ab.)            | Calosso, Castagnole delle Lanze, Coazzolo, Montegrosso | 13.348            | 94               | 142,47            |
| Langa Astigiana Val Bormida           | montana          | 14                            | Roccaverano (395 ab.)                     | Bubbio, Cassinasco, Castel Boglione, Cessole, Loazzolo, Mombaldone, Monastero Bormida, Montabone, Olmo Gentile, Rocchetta Palafea, San Giorgio Scarampi, Serole, Vesime | 5.861             | 176              | 33,33             |
| Monferrato Valleversa                 | collinare        | 4                             | Tonco (809 ab.)                           | Calliano Monferrato, Castell'Alfero, Portacomaro | 6.785             | 60               | 112,67            |
| Val Rilate                            | collinare        | 13                            | Montechiaro (1.266 ab.)                   | Camerano Casasco, Chiusano, Cinaglio, Corsione, Cortanze, Cortazzone, Cossombrato, Frinco, Piea, Settime, Soglio, Villa San Secondo                                     | 6.400             | 83               | 77,53             |
| Val Tiglione e dintorni               | collinare        | 7                             | Montaldo Scarampi (747 ab.)               | Agliano Terme, Azzano, Castelnuovo Calcea, Mombercelli, Rocca d'Arazzo, Vaglio Serra                                                                                    | 6.676             | 68               | 99,11             |
| Via Fulvia                            | collinare        | 5                             | Cerro Tanaro (607 ab.)                    | Castello di Annone, Masio (AL), Refrancore, Rocchetta Tanaro | 6.891             | 79               | 87.03             |
| Vigne & Vini                          | collinare        | 13                            | Incisa Scapaccino (2.186 ab.)             | Bruno, Calamandrana, Castelletto Molina, Castelnuovo Belbo, Cortiglione, Fontanile, Maranzana, Mombaruzzo, Nizza Monferrato, Quaranti, San Marzano Oliveto, Vinchio     | 19.710            | 151              | 130,94            |
| Valtriversa                           | collinare        | 7                             | Castellero (290 ab.)                      | Cantarana, Maretto, Monale, Roatto, Cortandone, Castellero | 3.049             | 34               | 88,47             |

## Comuni

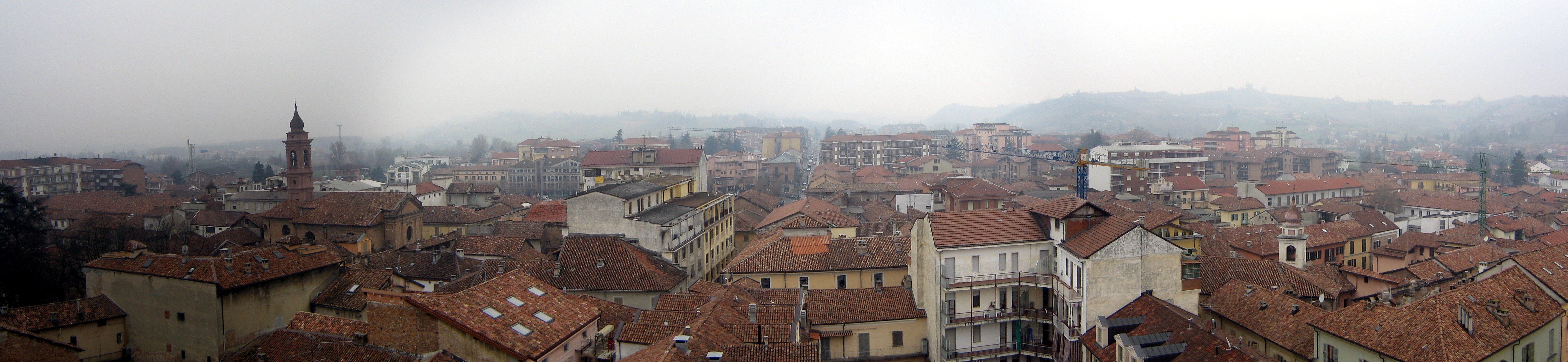
Panorama di Nizza Monferrato. Dopo il capoluogo è il centro più importante della provincia assieme a Canelli.

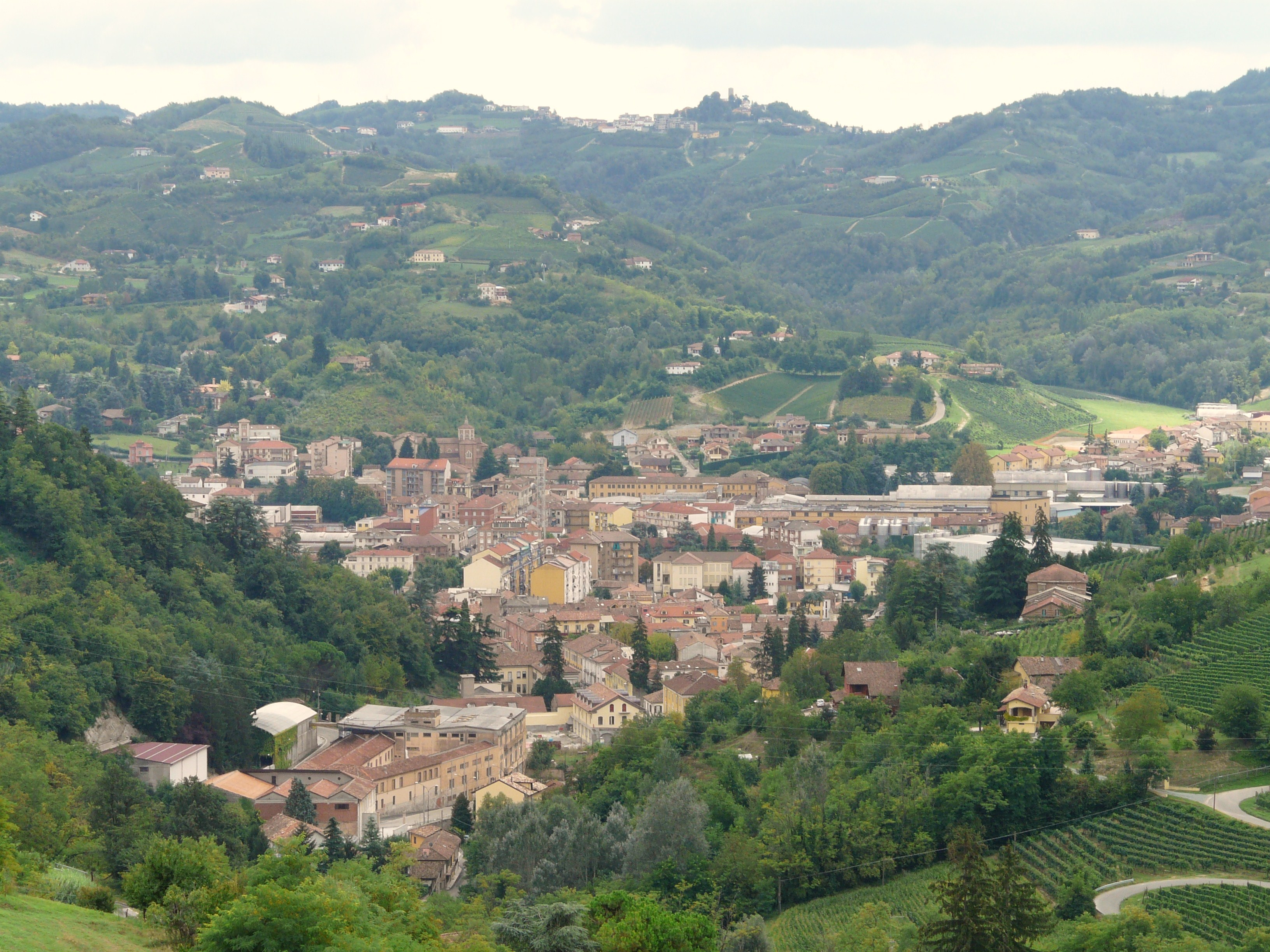
Canelli, città sede dello stabilimento Gancia.

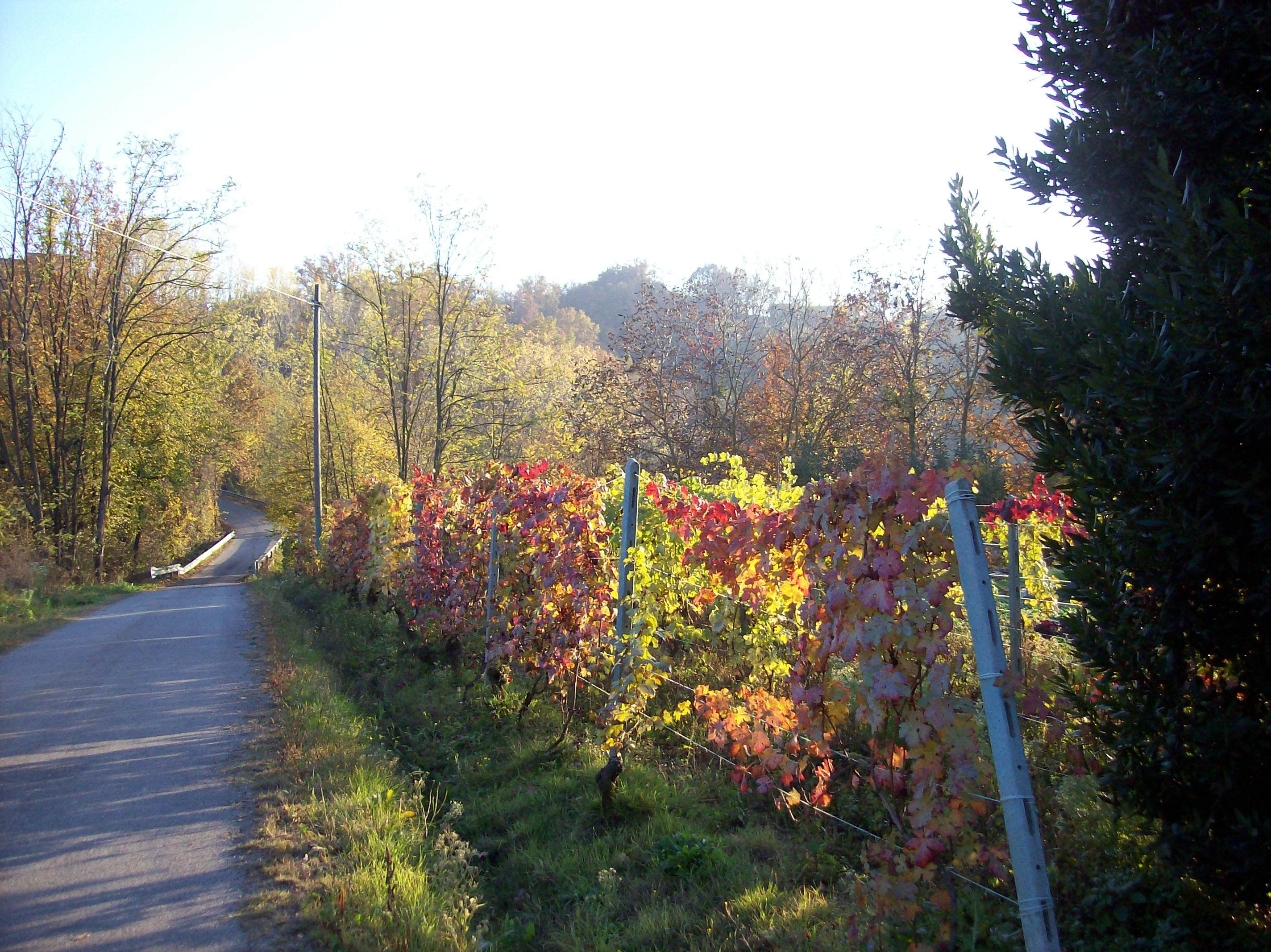
Tramonto sui vigneti a Cantarana.

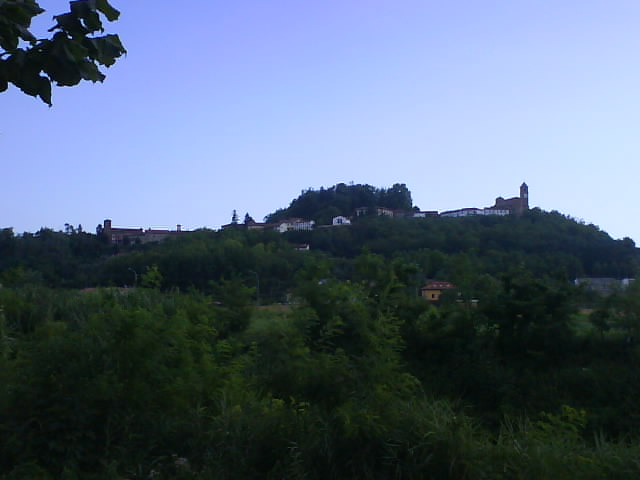
Il Borgo Villa, centro storico di Incisa Scapaccino. Fu sede del Marchesato di Incisa.

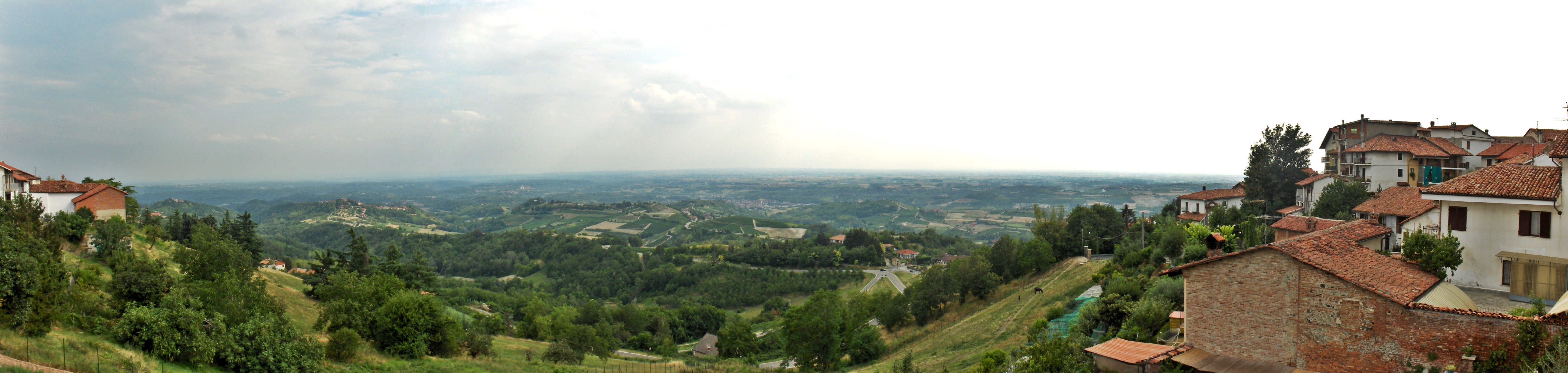
Panorama da Albugnano.

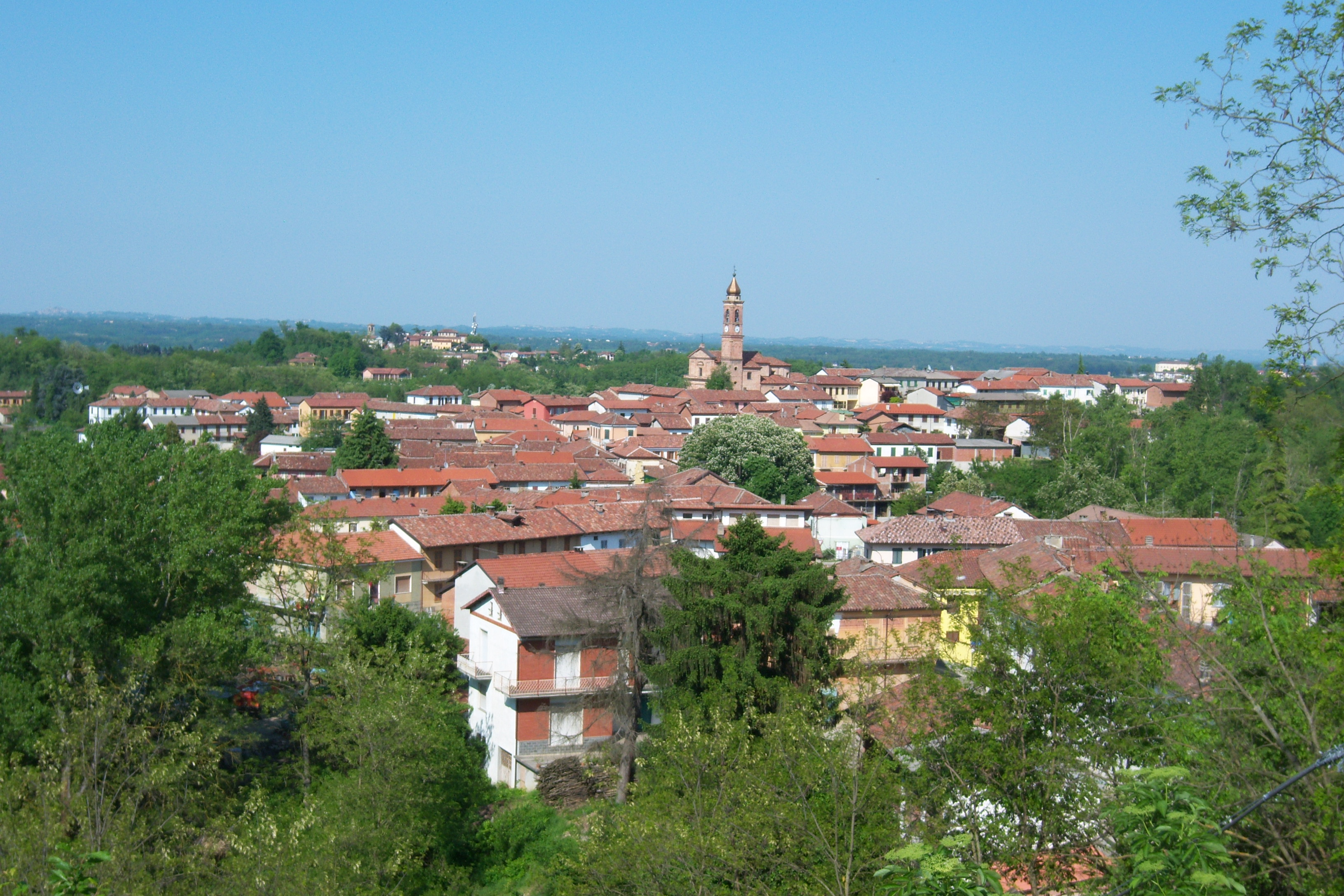
Montemarzo, frazione di Asti.

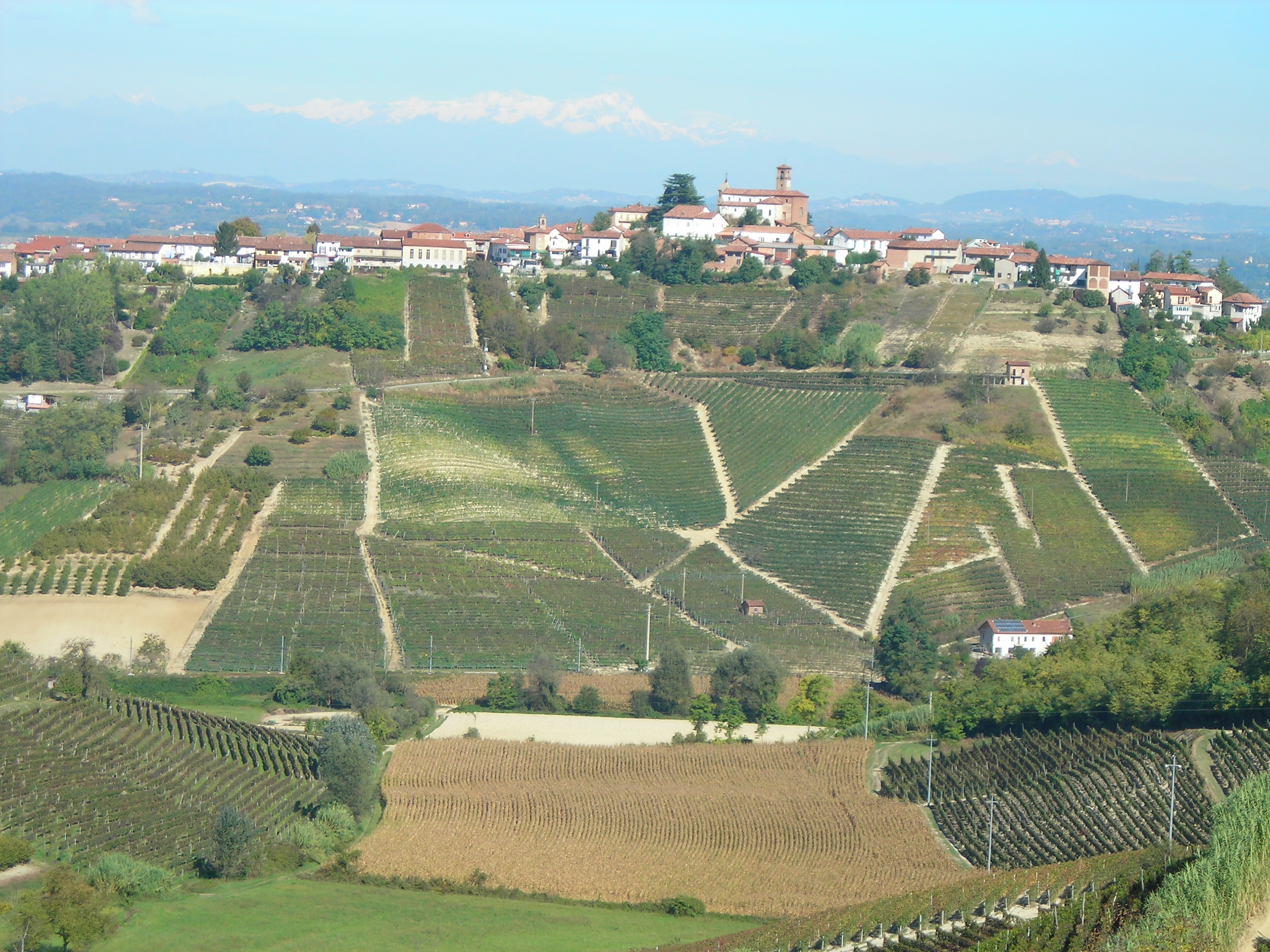
San Marzanotto, altra frazione di Asti.

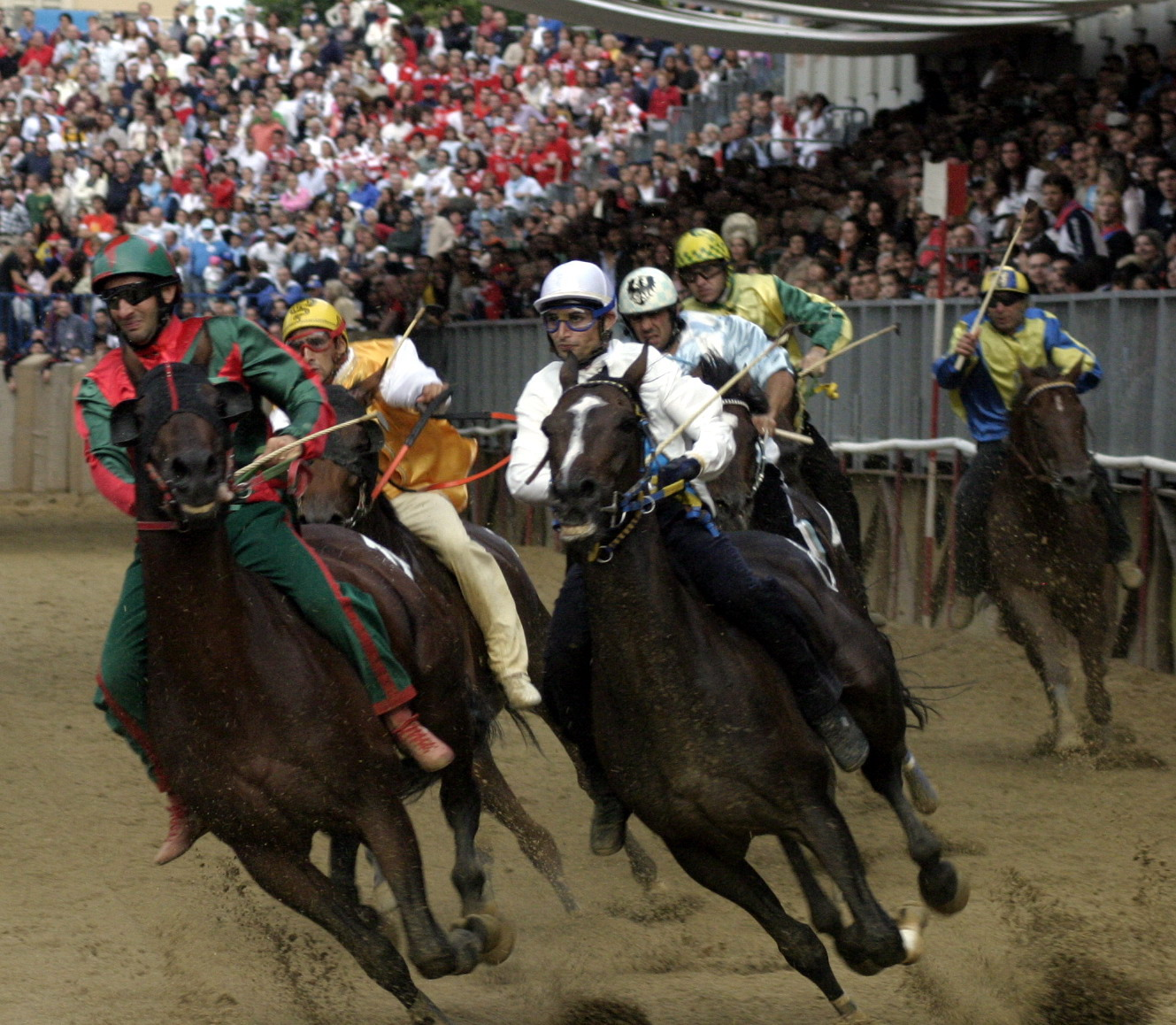
Palio di Asti.

Il vino, la principale risorsa agricola della provincia.

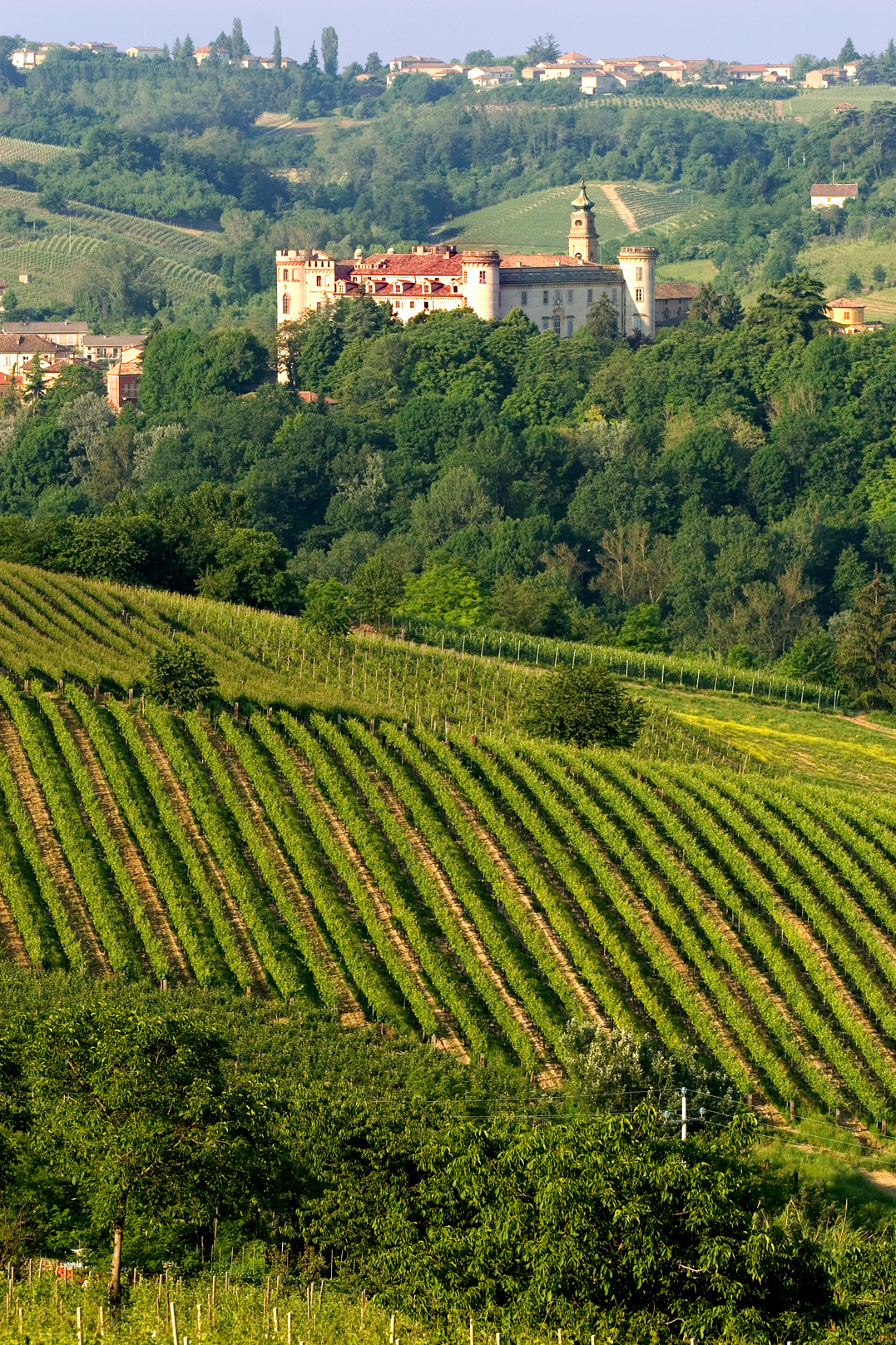
Castello di Costigliole d'Asti.

Appartengono alla provincia di Asti i seguenti 117 comuni:
| Stemma | Città                  | Popolazione (ab.) | Superficie (km²) |
| ------ | ---------------------- | ----------------- | ---------------- |
|        | Agliano Terme          | 1592              | 15,38            |
|        | Albugnano              | 541               | 9,47             |
|        | Antignano              | 1 025             | 10,89            |
|        | Aramengo               | 632               | 11,41            |
|        | Asti                   | 75 256            | 151,82           |
|        | Azzano d'Asti          | 419               | 6,43             |
|        | Baldichieri d'Asti     | 1 114             | 5,21             |
|        | Belveglio              | 326               | 5,35             |
|        | Berzano di San Pietro  | 431               | 7,42             |
|        | Bruno                  | 351               | 9,19             |
|        | Bubbio                 | 912               | 15,70            |
|        | Buttigliera d'Asti     | 2 552             | 18,82            |
|        | Calamandrana           | 1 784             | 12,74            |
|        | Calliano Monferrato    | 1 392             | 17,44            |
|        | Calosso                | 1 331             | 15,73            |
|        | Camerano Casasco       | 480               | 6,69             |
|        | Canelli                | 10 569            | 23,58            |
|        | Cantarana              | 1 023             | 9,77             |
|        | Capriglio              | 300               | 5,08             |
|        | Casorzo Monferrato     | 657               | 12,58            |
|        | Cassinasco             | 590               | 11,71            |
|        | Castagnole Monferrato  | 1 271             | 17,26            |
|        | Castagnole delle Lanze | 3 784             | 21,37            |
|        | Castel Boglione        | 614               | 12,01            |
|        | Castel Rocchero        | 396               | 5,64             |
|        | Castell'Alfero         | 2 750             | 19,96            |
|        | Castellero             | 302               | 4,34             |
|        | Castelletto Molina     | 184               | 3,00             |
|        | Castello di Annone     | 1 928             | 23,16            |
|        | Castelnuovo Belbo      | 895               | 9,43             |
|        | Castelnuovo Calcea     | 765               | 8,00             |
|        | Castelnuovo Don Bosco  | 3 260             | 22,40            |
|        | Cellarengo             | 714               | 10,81            |
|        | Celle Enomondo         | 480               | 5,51             |
|        | Cerreto d'Asti         | 220               | 3,98             |
|        | Cerro Tanaro           | 670               | 4,69             |
|        | Cessole                | 420               | 11,11            |
|        | Chiusano d'Asti        | 226               | 2,48             |
|        | Cinaglio               | 455               | 5,38             |
|        | Cisterna d'Asti        | 1 286             | 10,65            |
|        | Coazzolo               | 316               | 4,12             |
|        | Cocconato              | 1 564             | 16,77            |
|        | Corsione               | 205               | 5,15             |
|        | Cortandone             | 323               | 5,02             |
|        | Cortanze               | 288               | 4,46             |
|        | Cortazzone             | 658               | 10,37            |
|        | Cortiglione            | 611               | 8,43             |
|        | Cossombrato            | 504               | 5,33             |
|        | Costigliole d'Asti     | 5 981             | 36,86            |
|        | Cunico                 | 545               | 6,86             |
|        | Dusino San Michele     | 933               | 11,64            |
|        | Ferrere                | 1 558             | 13,93            |
|        | Fontanile              | 556               | 8,01             |
|        | Frinco                 | 762               | 7,28             |
|        | Grana Monferrato       | 638               | 6,03             |
|        | Grazzano Badoglio      | 629               | 10,44            |
|        | Incisa Scapaccino      | 2 256             | 20,85            |
|        | Isola d'Asti           | 2 116             | 13,58            |
|        | Loazzolo               | 357               | 15,48            |
|        | Maranzana              | 314               | 4,50             |
|        | Maretto                | 387               | 4,86             |
|        | Moasca                 | 425               | 4,14             |
|        | Mombaldone             | 232               | 12,25            |
|        | Mombaruzzo             | 1 152             | 22,11            |
|        | Mombercelli            | 2 401             | 14,20            |
|        | Monale                 | 1 013             | 9,11             |
|        | Monastero Bormida      | 987               | 14,15            |
|        | Moncalvo               | 3 356             | 17,66            |
|        | Moncucco Torinese      | 923               | 14,36            |
|        | Mongardino             | 972               | 6,74             |
|        | Montabone              | 368               | 8,52             |
|        | Montafia               | 977               | 14,56            |
|        | Montaldo Scarampi      | 728               | 6,66             |
|        | Montechiaro d'Asti     | 1 409             | 10,14            |
|        | Montegrosso d'Asti     | 2 175             | 15,61            |
|        | Montemagno             | 1 239             | 15,90            |
|        | Montiglio Monferrato   | 1 745             | 27,00            |
|        | Moransengo-Tonengo     | 425               | 10,91            |
|        | Nizza Monferrato       | 10 388            | 30,41            |
|        | Olmo Gentile           | 95                | 5,11             |
|        | Passerano Marmorito    | 439               | 12,09            |
|        | Penango                | 547               | 9,47             |
|        | Piea                   | 619               | 8,89             |
|        | Pino d'Asti            | 242               | 4,05             |
|        | Piovà Massaia          | 706               | 10,80            |
|        | Portacomaro            | 2 017             | 10,94            |
|        | Quaranti               | 209               | 2,96             |
|        | Refrancore             | 1 637             | 13,15            |
|        | Revigliasco d'Asti     | 923               | 8,94             |
|        | Roatto                 | 394               | 6,46             |
|        | Robella                | 520               | 12,16            |
|        | Rocca d'Arazzo         | 941               | 12,62            |
|        | Roccaverano            | 458               | 29,90            |
|        | Rocchetta Palafea      | 371               | 7,83             |
|        | Rocchetta Tanaro       | 1 438             | 16,04            |
|        | San Damiano d'Asti     | 8 465             | 48,02            |
|        | San Giorgio Scarampi   | 122               | 6,02             |
|        | San Martino Alfieri    | 726               | 7,36             |
|        | San Marzano Oliveto    | 1 083             | 9,75             |
|        | San Paolo Solbrito     | 1 195             | 11,93            |
|        | Scurzolengo            | 645               | 5,31             |
|        | Serole                 | 156               | 11,82            |
|        | Sessame                | 286               | 8,48             |
|        | Settime                | 572               | 6,66             |
|        | Soglio                 | 163               | 3,50             |
|        | Tigliole               | 1 714             | 16,11            |
|        | Tonco                  | 930               | 11,81            |
|        | Vaglio Serra           | 283               | 4,64             |
|        | Valfenera              | 2 368             | 22,23            |
|        | Vesime                 | 683               | 13,44            |
|        | Viale                  | 282               | 3,96             |
|        | Viarigi                | 1 000             | 13,67            |
|        | Vigliano d'Asti        | 880               | 6,66             |
|        | Villa San Secondo      | 396               | 6,02             |
|        | Villafranca d'Asti     | 3 139             | 12,91            |
|        | Villanova d'Asti       | 5 341             | 42,14            |
|        | Vinchio                | 677               | 9,31             |

### Comuni alle estremità geografiche
| Stemma | Comune             | Estremità geografica      |
| ------ | ------------------ | ------------------------- |
|        | Moransengo-Tonengo | Comune più settentrionale |
|        | Serole             | Comune più meridionale    |
|        | Mombaruzzo         | Comune più orientale      |
|        | Villanova d'Asti   | Comune più occidentale    |

### Comuni più popolosi

Il gonfalone della provincia

La provincia di Asti è suddivisa in 117 comuni, dopo al capoluogo le città più importanti a livello storico-culturale e agricolo, oltre ad essere gli unici comuni della provincia a raggiungere i 10 000 abitanti sono Nizza Monferrato e Canelli, entrambe Patrimonio dell'Umanità UNESCO dal 2014 per i beni paesaggistici e per il vino. I comuni più popolosi in ordine sono:
| Posizione | Stemma della città | Nome della Città       | Popolazione (ab.) | Territorio (km²) |
| --------- | ------------------ | ---------------------- | ----------------- | ---------------- |
| 1         |                    | Asti                   | 76 164            | 151,31           |
| 2         |                    | Canelli                | 10 465            | 23,43            |
| 3         |                    | Nizza Monferrato       | 10 369            | 30,36            |
| 4         |                    | San Damiano d'Asti     | 10 003            | 47,87            |
| 5         |                    | Costigliole d'Asti     | 5 865             | 36,94            |
| 6         |                    | Villanova d'Asti       | 5 667             | 41,95            |
| 7         |                    | Castagnole delle Lanze | 3 772             | 21,57            |
| 8         |                    | Castelnuovo Don Bosco  | 3 235             | 21,61            |
| 9         |                    | Villafranca d'Asti     | 3 064             | 12,88            |
| 10        |                    | Moncalvo               | 2 988             | 17,42            |

## Amministrazione
Gli organi della provincia sono il Presidente della provincia, eletto fra i sindaci della provincia, il Consiglio provinciale, composto dal presidente della provincia e da consiglieri dei comuni della provincia e l'Assemblea dei sindaci, costituita dai sindaci dei comuni della provincia di Asti.

### Elenco dei presidenti
Il presidente della provincia in carica è Maurizio Rasero, sindaco di Asti, eletto il 13 settembre 2022.

### Gemellaggi
- Contea di Miami-Dade, dal 1985[7]

## Giornali locali
In provincia di Asti i giornali principali sono tre: la Gazzetta d'Asti, la Nuova Provincia e il Corriere dell'Astigiano.

## Società

### Evoluzione demografica
Da quanto si evince dai dati ISTAT di dicembre 2019, in quella data si contavano 213 216 abitanti, di cui 24 596 stranieri.
Le più grandi comunità di stranieri, cioè quelle oltre le 1 500 persone, sono:
- Romeni: 7 135 persone
- Albanesi: 4 484 persone
- Marocchini: 2 785 persone
- Macedoni: 2 323 persone

### Qualità della vita
Nel dicembre 2014 la qualità della vita del capoluogo, Asti, era migliorata rispetto all'anno precedente, ma la città si attestava al 97º posto per ordine pubblico su 107 classificate. A pari merito con Asti erano la città di Savona mentre, in Piemonte, si possono citare Torino (102) e Novara (104). Questi dati erano forniti dall'annuale classifica de "Il Sole 24 ore", che mette a confronto, sulla base di un'indagine statistica che analizza diversi parametri suddivisi in sei capitoli di indagine, la qualità della vita nei diversi capoluoghi di provincia italiani. Migliori le posizioni nelle altre categorie.
Riassumendo Asti era all'incirca a metà della classifica generale che vedeva sul podio Ravenna, Trento e Modena e ultima Agrigento. Rispetto all'anno precedente, Asti aveva recuperato quattro posizioni.

### Etnie e minoranze straniere
La popolazione straniera residente in provincia di Asti al 1º gennaio 2017, considerando cittadini stranieri le persone di cittadinanza non italiana aventi dimora abituale in Italia, si attesta a 24 293 persone, che rappresentano l'11,2% della popolazione residente.
La comunità straniera più numerosa è quella proveniente dalla Romania con il 29,9% di tutti gli stranieri presenti sul territorio, seguita dall'Albania (19,4%) e dal Marocco (11,5%).

### Religione
La religione prevalente è il cattolicesimo; la provincia è divisa tra la Provincia ecclesiastica di Torino (diocesi di Alba, diocesi di Asti e Arcidiocesi di Torino e la Provincia ecclesiastica di Vercelli (Diocesi di Acqui e Diocesi di Casale Monferrato), entrambe appartenenti alla Regione ecclesiastica Piemonte.
| Diocesi           | Comuni | Provincia ecclesiastica |
| ----------------- | --- | ----------------------- |
| Acqui Terme       | Bruno, Bubbio, Calamandrana, Canelli, Cassinasco, Castel Boglione, Castel Rocchero, Castelletto Molina, Castelnuovo Belbo, Castel Rocchero, Cessole, Cortiglione, Fontanile, Incisa Scapaccino, Loazzolo, Maranzana, Moasca, Mombaldone, Mombaruzzo, Monastero Bormida, Montabone, Nizza Monferrato, Quaranti, Roccaverano, Rocchetta Palafea, San Marzano Oliveto, Serole, Sessame, Vaglio Serra, Vesime | Vercelli                |
| Alba              | Castagnole delle Lanze, Coazzolo | Torino                  |
| Asti              | Agliano Terme, Albugnano, Antignano, Asti, Azzano d'Asti, Baldichieri d'Asti, Belveglio, Calosso, Camerano Casasco, Cantarana, Capriglio, Castagnole Monferrato, Castell'Alfero, Castellero, Castello di Annone, Castelnuovo Don Bosco (Parrocchia Santo Stefano e Parrocchia Santi Maria e Domenico Savio), Cellarengo, Celle Enomondo, Cerreto d'Asti, Cerro Tanaro, Chiusano d'Asti, Cinaglio, Cisterna d'Asti, Corsione, Cortandone, Cortanze, Cortazzone, Cossombrato, Costigliole d'Asti, Cunico, Dusino San Michele, Ferrere, Frinco, Isola d'Asti, Maretto, Mombercelli, Monale, Montafia, Montechiaro d'Asti, Montegrosso d'Asti, Piea, Pino d'Asti, Piovà, Portacomaro, Refrancore, Revigliasco d'Asti, Roatto, Rocca d'Arazzo, Rocchetta Tanaro, San Damiano d'Asti, San Paolo Solbrito, Scurzolengo, Soglio, Tigliole, Valfenera, Viale, Viarigi, Vigliano d'Asti, Villafranca d'Asti, Villanova d'Asti, Villa San Secondo, Vinchio | Torino                  |
| Casale Monferrato | Calliano Monferrato, Casorzo, Cocconato, Grana Monferrato, Grazzano Badoglio, Moncalvo, Montemagno, Montiglio Monferrato, Moransengo-Tonengo, Penango, Robella, Tonco | Vercelli                |
| Torino            | Aramengo, Berzano di San Pietro, Buttigliera d'Asti, Castelnuovo Don Bosco, Moncucco Torinese, Passerano Marmorito | Torino                  |

## Onorificenze
La provincia di Asti è tra le istituzioni insignite della medaglia d'oro al valor militare il 17 maggio 1996, per la sua attività nella lotta partigiana durante la seconda guerra mondiale:

## Galleria d'immagini

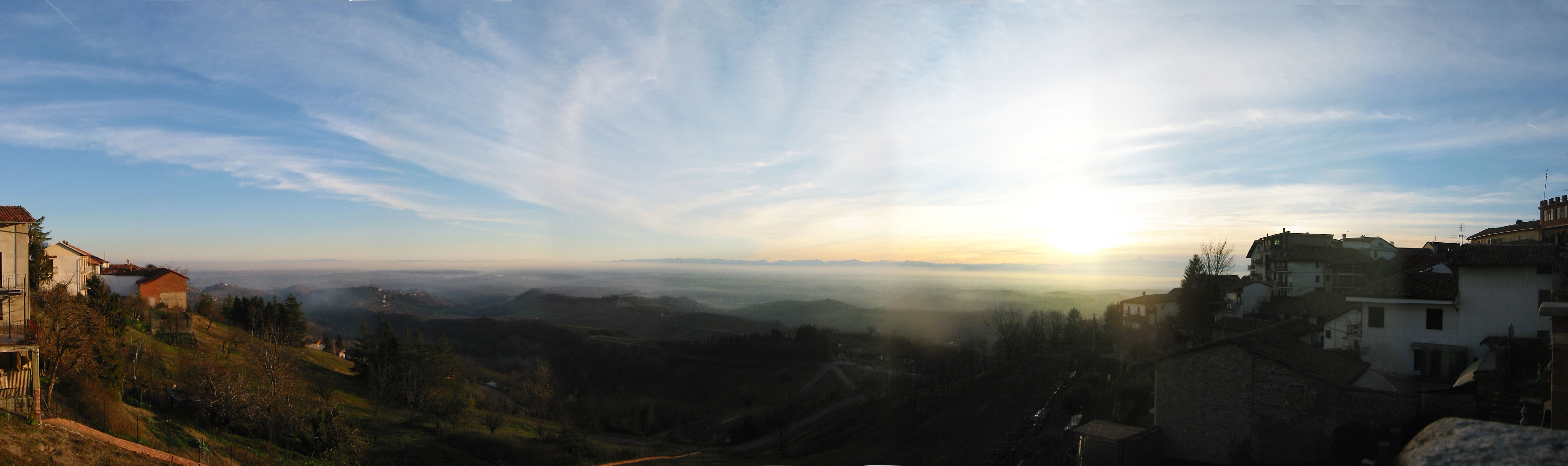
Albugnano
Castagnole delle Lanze
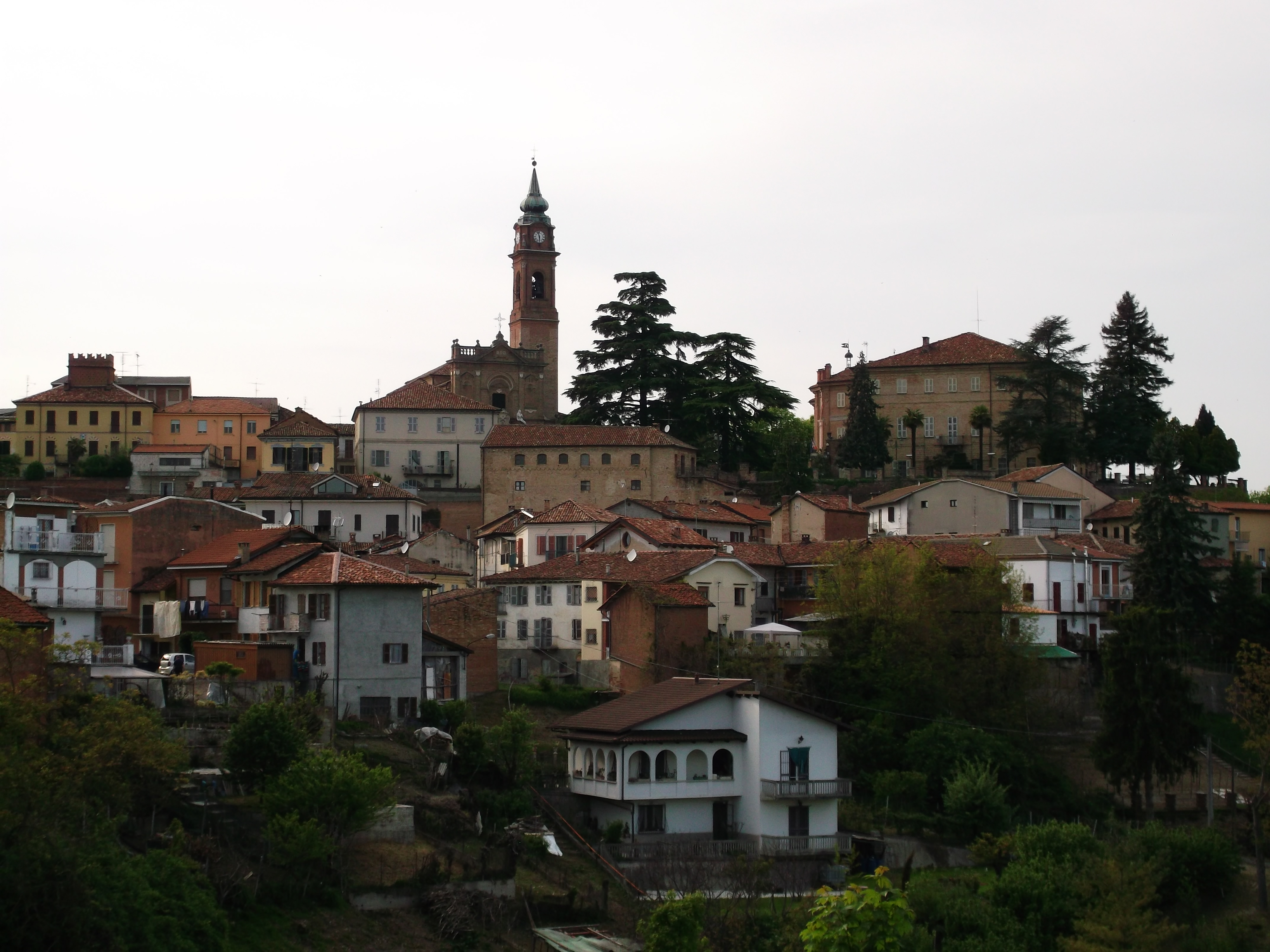
Castell'Alfero
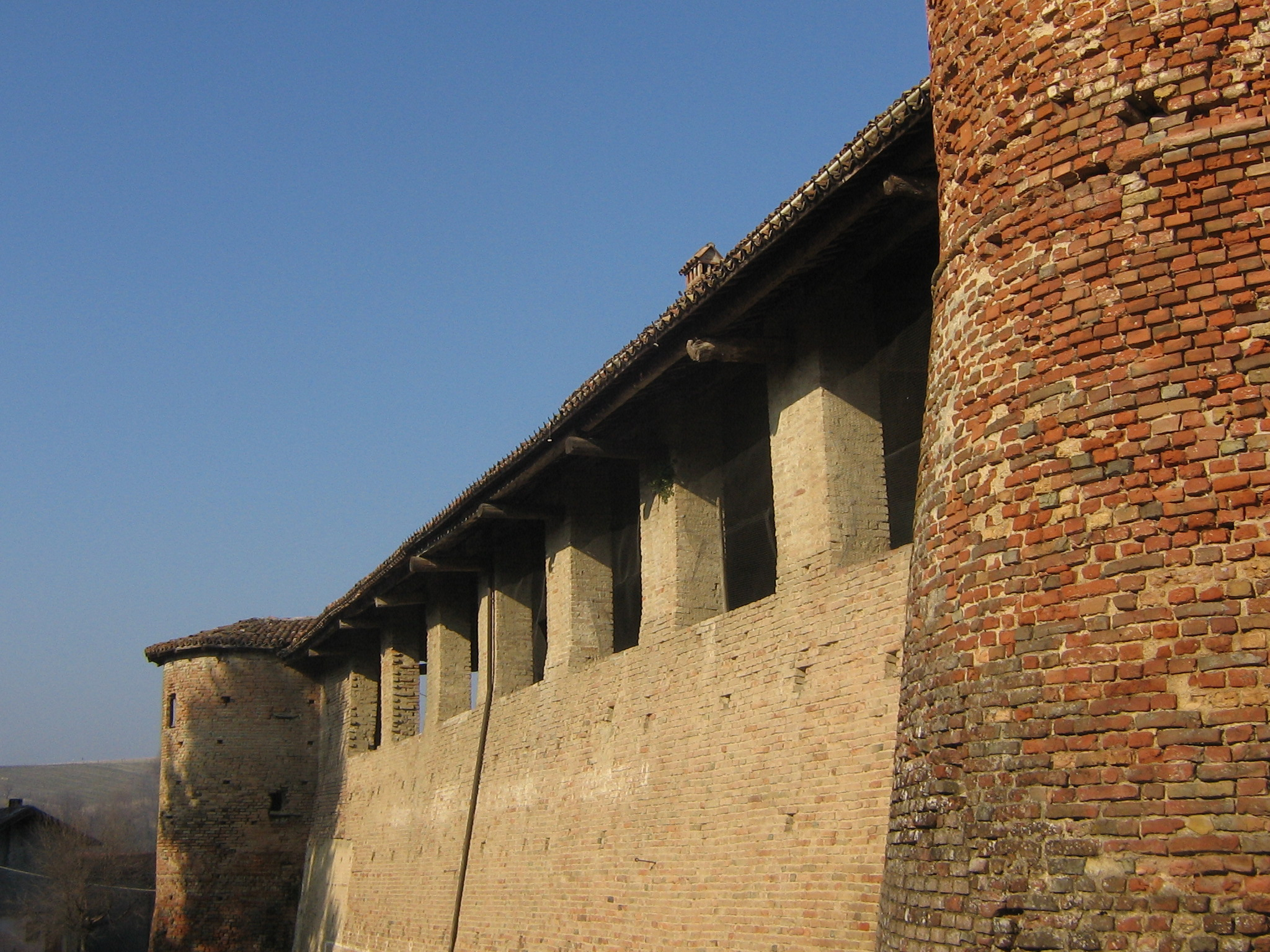
Castello di Castelletto Molina
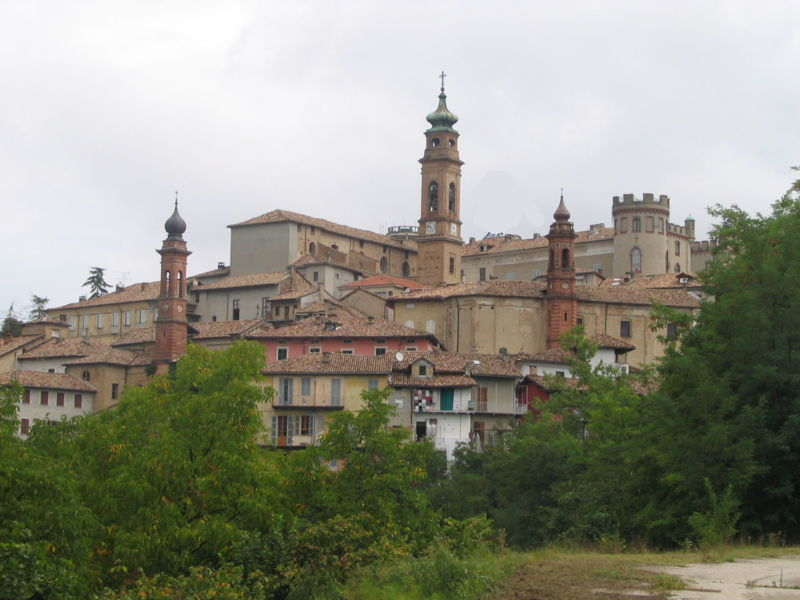
Costigliole d'Asti
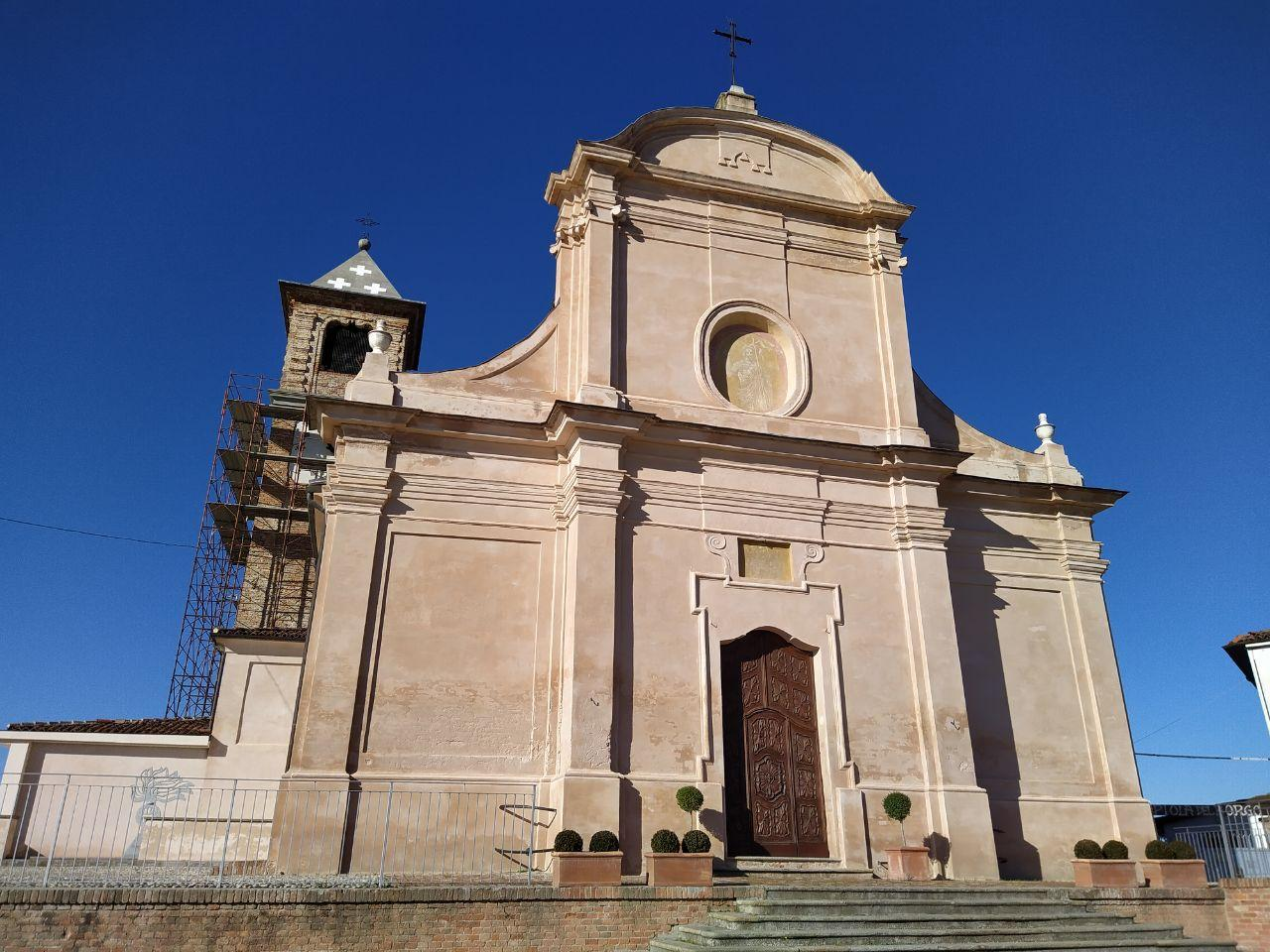
Santuario Virgo Fidelis, Incisa Scapaccino
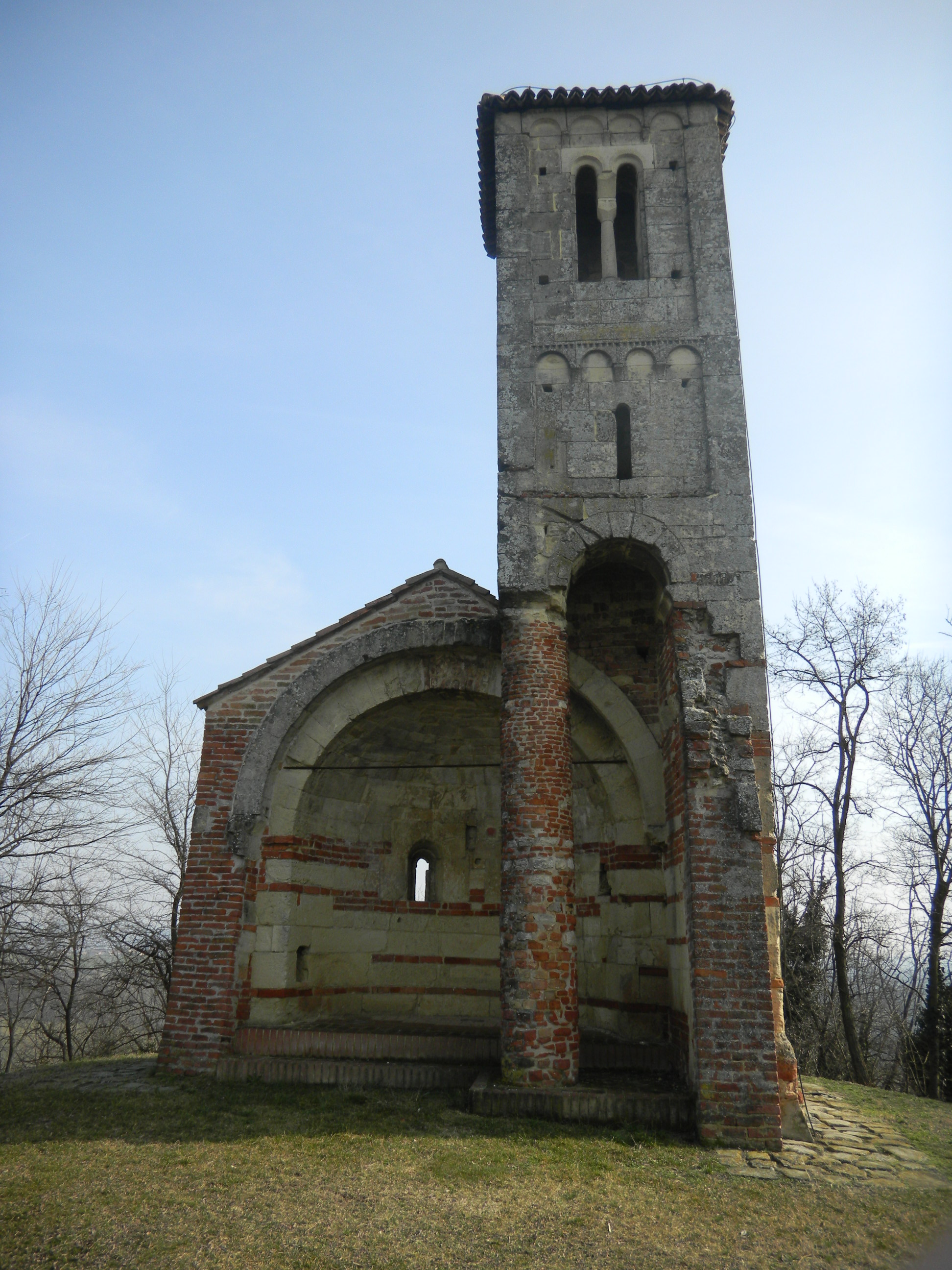
Chiesa di San Vittore, Montemagno
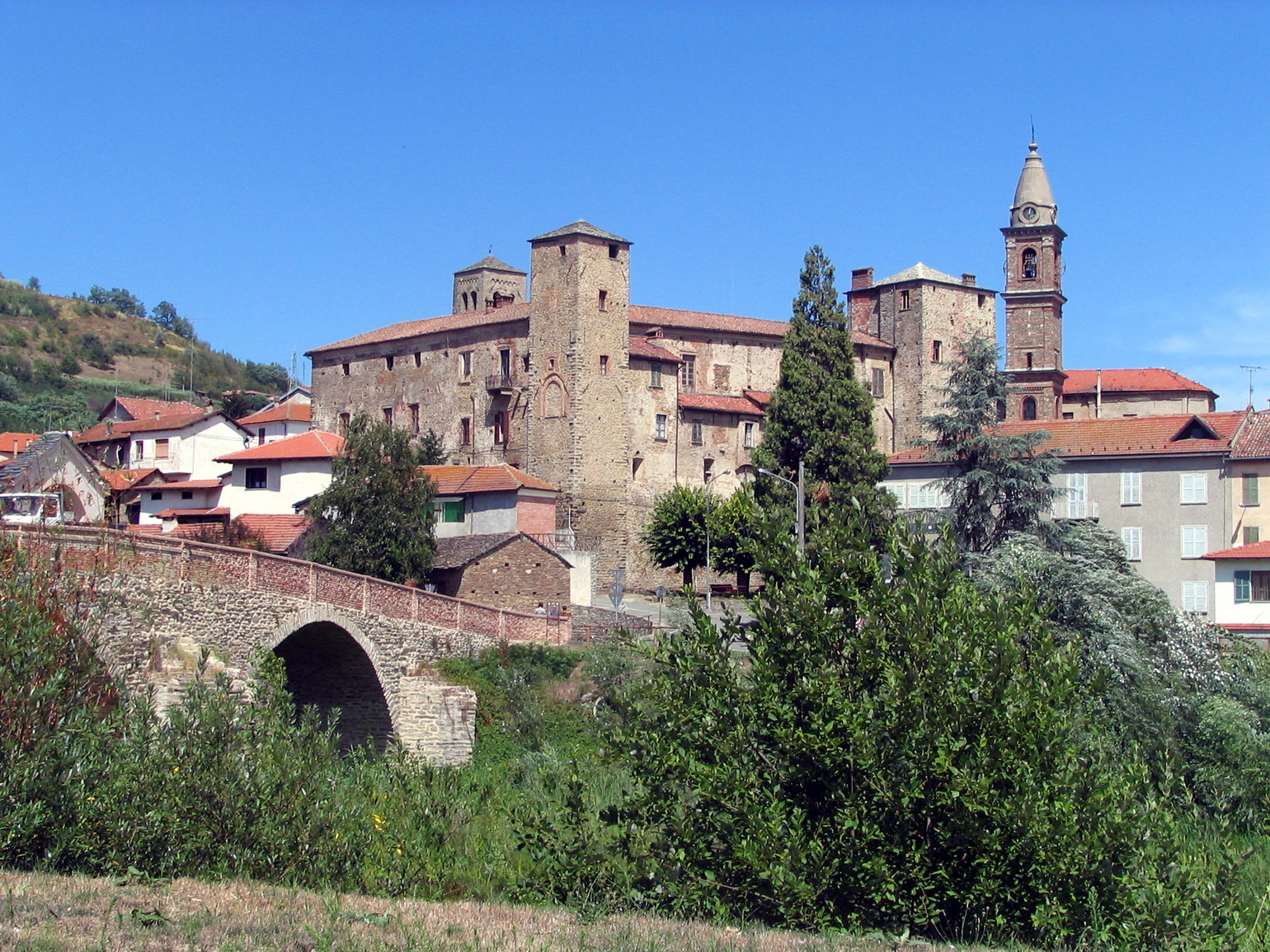
Monastero Bormida
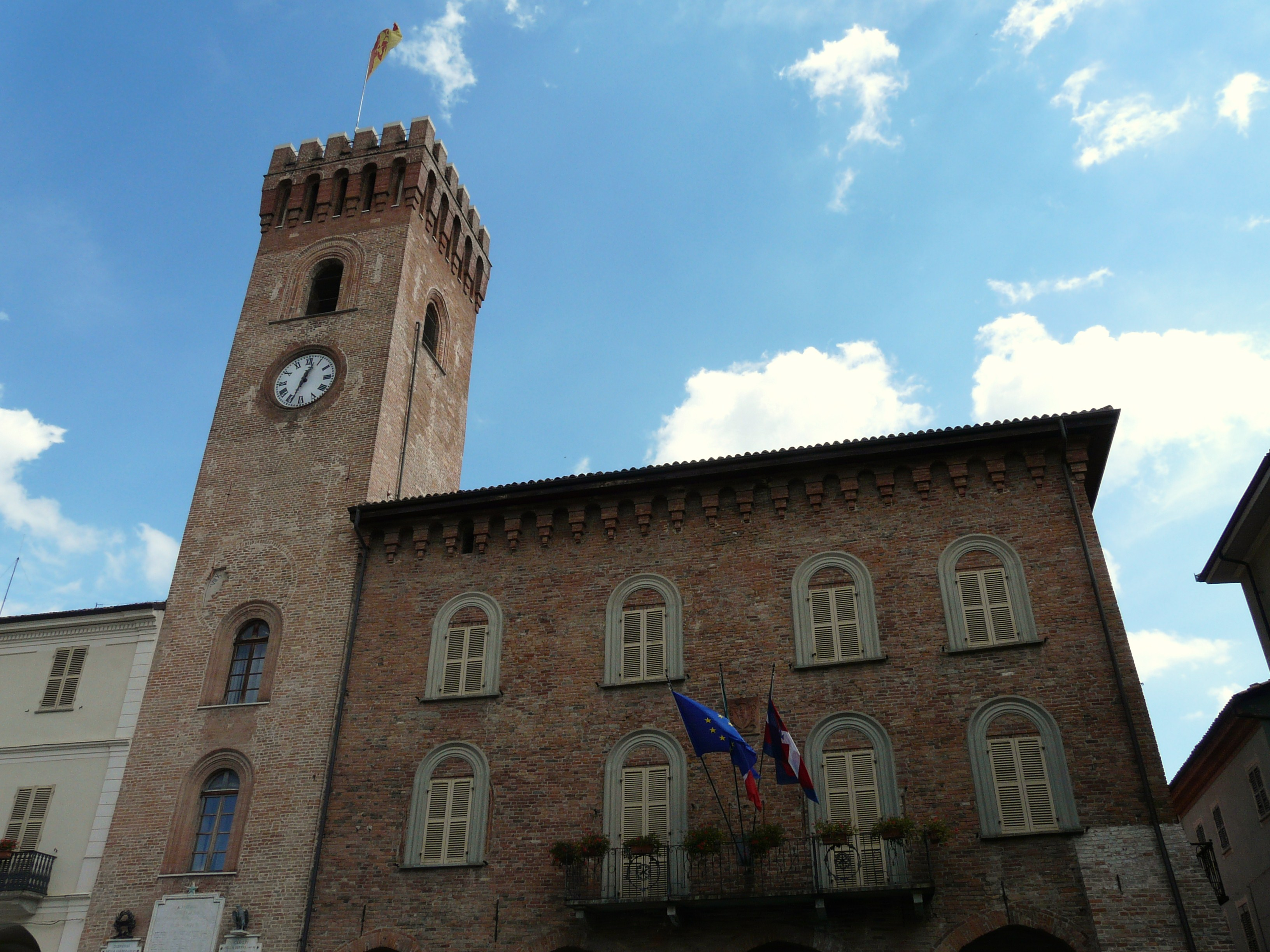
Palazzo comunale con la Torre Civica, Nizza Monferrato
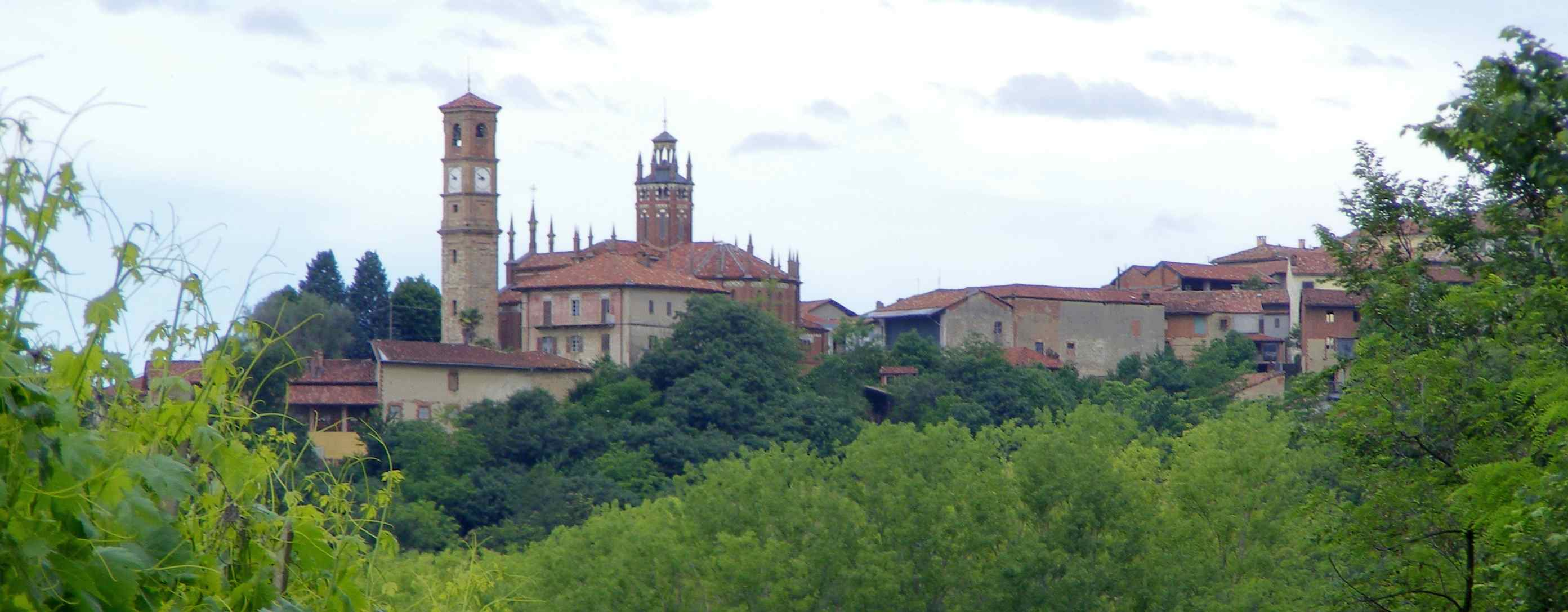
Pino d'Asti
Roccaverano
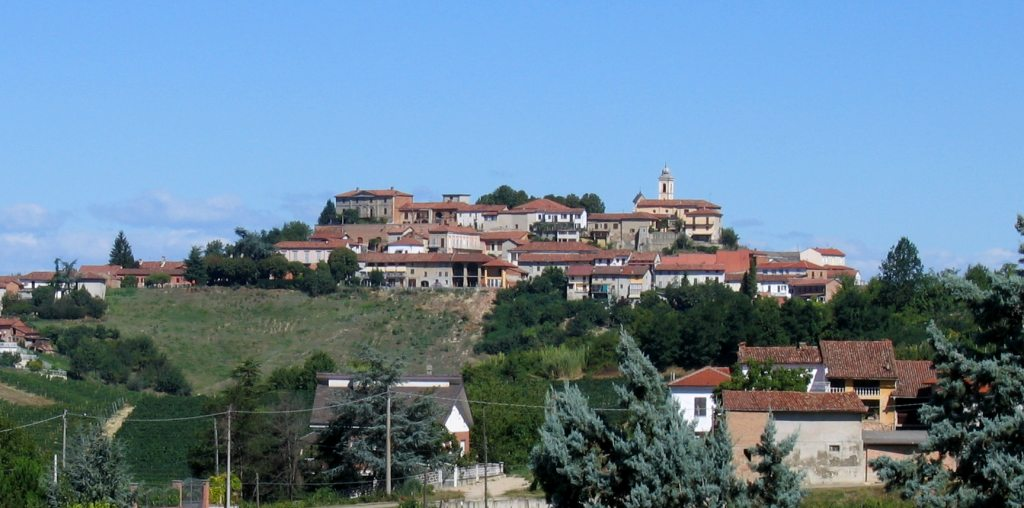
Vigliano d'Asti